# Historia de la provincia de Valladolid

Bandera de la Provincia de Valladolid.

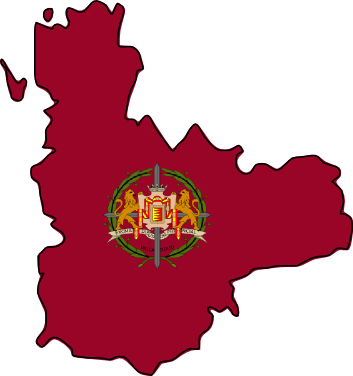
Representación pictórica de la bandera sobre el mapa de la provincia de Valladolid.

La provincia de Valladolid se creó en 1833. Este artículo trata de toda la historia ocurrida en el territorio de la actual provincia independientemente de que esta existiera como tal o no según la época.

## Prehistoria

### Geología
Las llanuras y los páramos, se constituyeron tectónicamente por sedimentos del período terciario (Mioceno) y cuaternario (Cenozoico) depositados en estratos horizontales conforman, por tanto, la naturaleza de sus suelos en la Meseta Norte. La cuenca del Duero comenzó a formarse al final del Mesozoico coincidiendo con el ocaso de la era de los dinosaurios.

### Fósiles
Hay un yacimiento en Fuensaldaña con restos de huesos de la Era Terciaria. En Castroverde de Campos se encontraron restos de un mastodonte (similar al mamut). Se han encontrado restos de Mastodon angustidens, moluscos como Lymnea longiscata, Planorbis rotundatus, Planobis levigatus, Bithinia pusilla, Helix torus, Lymnea acuminata y Planorbis cornu, molares de Rhynoceros, quelonio (tortuga gigante) y Elephas primigenius.

### Paleolítico
Paleolítico Inferior
Hay indicios datables en el Paleolítico Inferior, esencialmente Achelense, recogido en superficie en las terrazas cuaternarias del río Pisuerga, en Canterac, que actualmente es un gran parque situado a las afueras de Valladolid.
Paleolítico Medio
Paleolítico Superior

### Neolítico
En las afueras de Simancas se encuentra la tumba megalítica de "Los Zumacales", un monumento funerario megalítico tipo crómlech del neolítico.

### Calcolítico / Edad del Cobre
En esta fase prehistórica en la que comienzan a utilizarse los metales, en concreto el cobre, para la fabricación de objetos de uso cotidianeo deben pertenecer el material cerámico recogido en dos yacimientos cercanos a Medina del Campo: el pago de Los Melonares (en Rueda), y en el de El Arenal de la Morata (en Tordesillas). Ambos hallazgos guardan dos similitudes, ya que están asentados en distintas terrazas fluviales, y no se completa decoración alguna en dichas cerámicas, lo que dificulta su datación.

### Edad de Bronce
El único lugar en el que se han hallado pinturas rupestres es en el despoblado de Minguela. Datan de la Edad de Bronce, y están realizadas de forma esquemática, en color rojo. Se trata de dos figuras antropomórficas, una de ellas portando un arco y una flecha.
De esta época encontramos, también en la localidad de Tordesillas, el yacimiento de Carrecastro, situado sobre el cerro del mismo nombre. Por el momento solo se ha excavado en torno a un 10 % de la totalidad del yacimiento, pero se han extraído piezas valiosas que atestiguan la importancia del lugar en la época.

## Edad Antigua (hasta476 d. C.)

### Región Vaccea

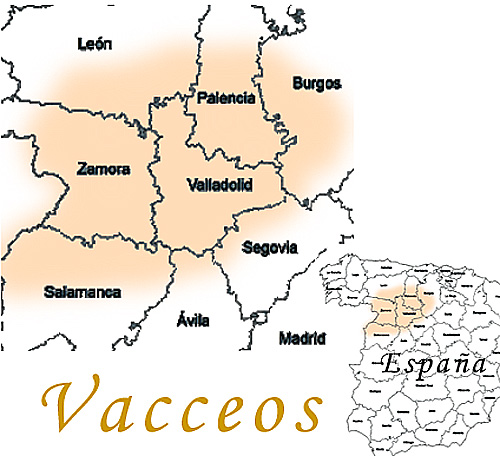
Los vacceos ocuparon la totalidad de la actual provincia.

Los vacceos fueron el único pueblo prerromano que se instaló permanentemente en las zonas que abarcan la actual provincia de Valladolid. Fueron pobladores de cultura muy avanzada (de hecho, practicaron la cultura de Hallstatt) y, como el resto de pueblos célticos llegaron a la península procedentes del norte de Europa en torno al 600 a. C. (siglo VI a. C.). Practicaban una agricultura de tipo colectivista y ganadería trashumante. En aquella época la comarca ya era definida por las crónicas como una región "libre y descubierta" y "un país abierto, de trigales, tierra desarbolada". La ciudad más representativa fue Pintia. Habitaron aquí hasta la invasión romana, que culminó en el año 178 a. C. cuando el pretor Lucius Postumius Albinus celebra su triunfo, aunque la pacificación total no se logró hasta el 29 a. C. con las "Guerras cántabras".

### Época romana

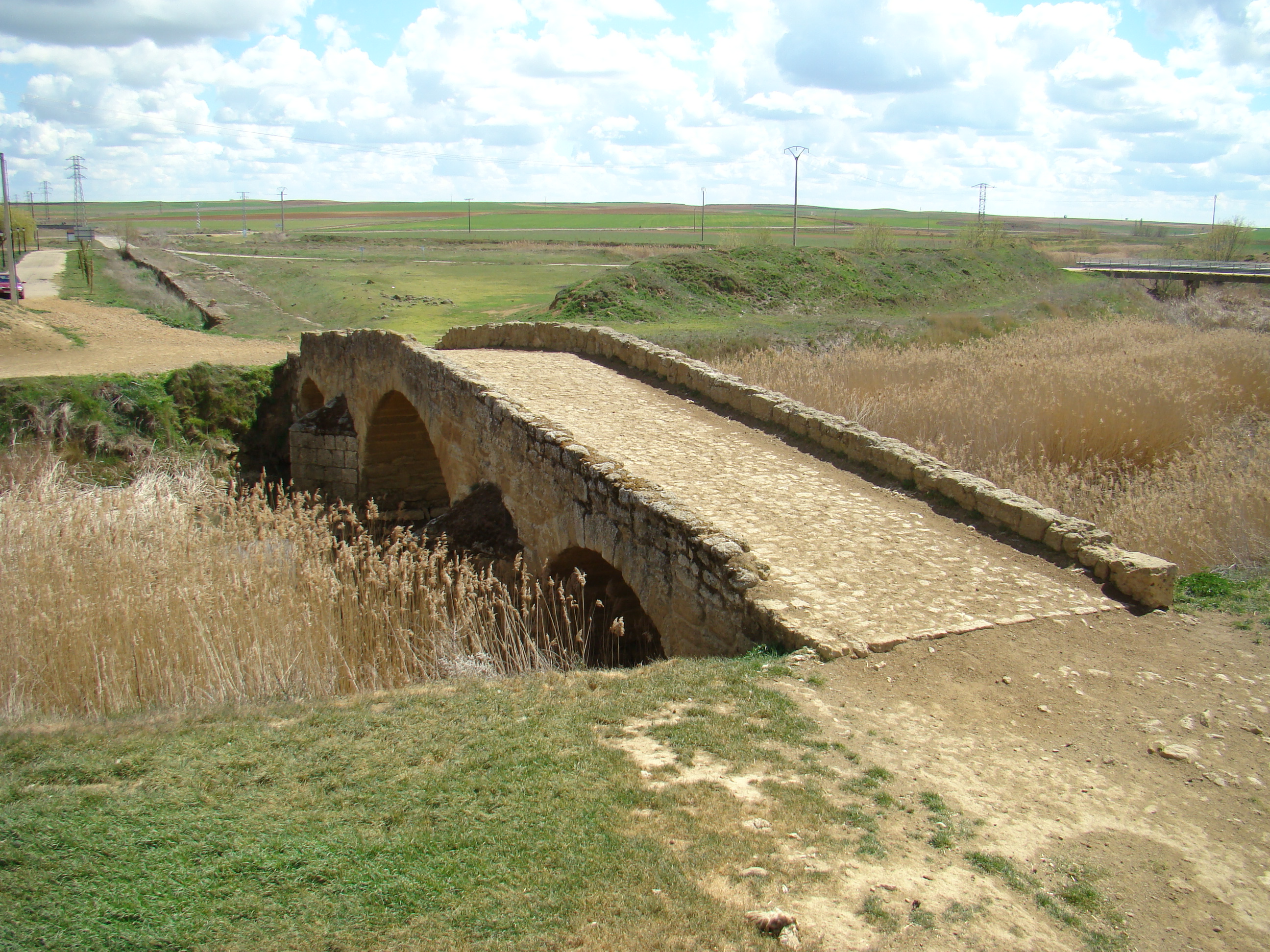
Puente y calzada romana de Becilla de Valderaduey.

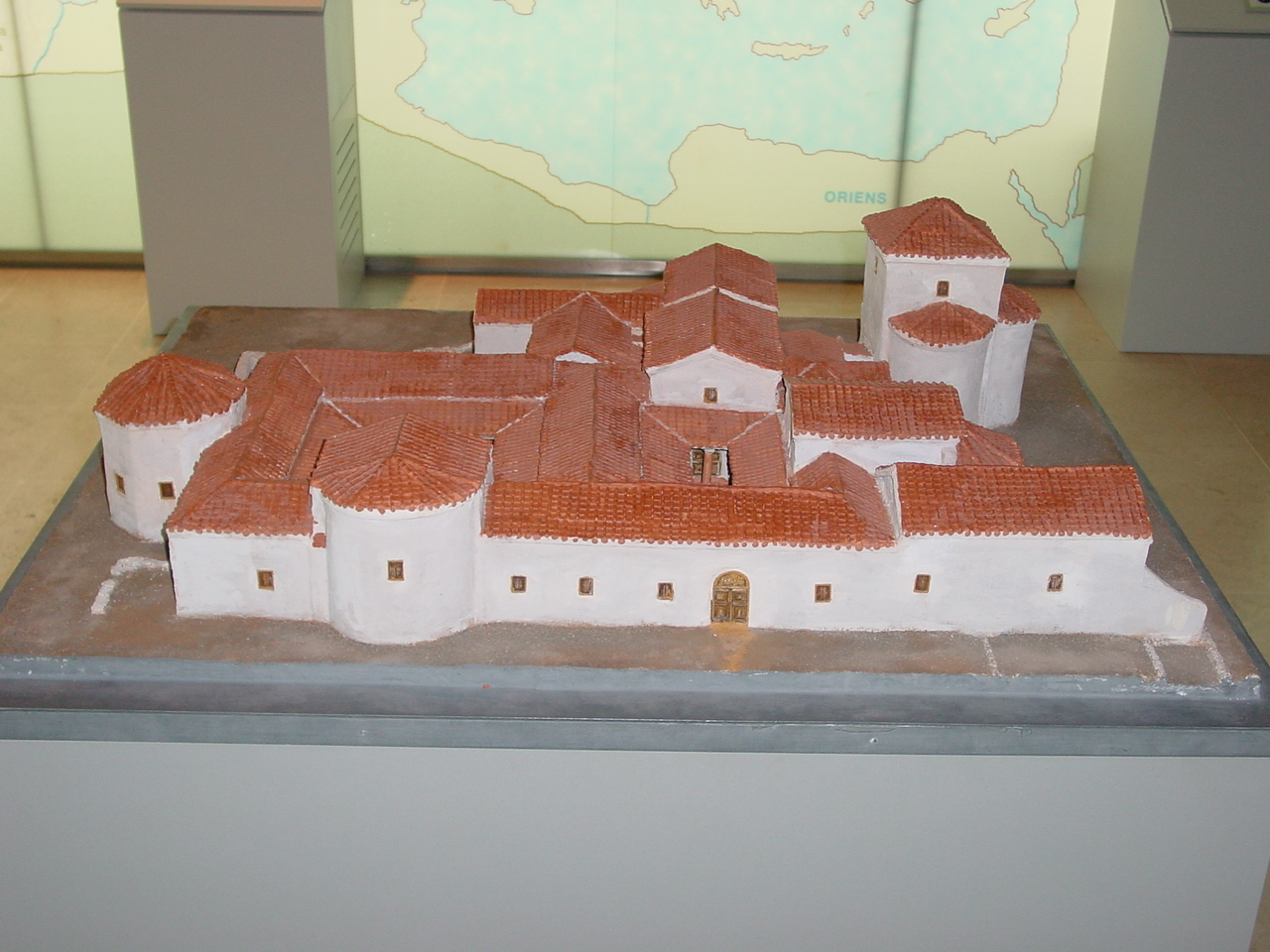
Maqueta de la villa romana de Almenara-Puras,

Tras la conquista surgieron villas romanas, algunas sobre las antiguas ruinas de pueblos prerromanos y otras de nueva edificación que hoy en día se conoce su existencia gracias a yacimientos como el de Almenara-Puras o el de Las Calaveras.
También hay restos de infraestructuras romanas como el puente y la calzada romana de Becilla de Valderaduey. Administrativamente el territorio quedó en la Hispania Tarraconense (nombre oficial: Hispania Citerior Tarraconensis), que era una provincia con capital en la actual ciudad de Tarragona (Cataluña).
Los principales yacimientos y restos romanos en la provincia son:
- Villa romana de Almenara-Puras (en Almenara de Adaja y Puras)
- Villa romana de Las Calaveras (en Renedo de Esgueva)
- Pintia (en Padilla de Duero)
- Yacimiento de Cerro de la Ermita (en Tiedra)
- Puente y calzada romana de Becilla de Valderaduey (en Becilla de Valderaduey)

## Edad Media (476-1492)

### Invasiones germánicas

El Reino Visigodo en torno al año 560.

A principios del siglo V el imperio romano se encuentra en una profunda crisis que acabará con su caída y desaparición. Los visigodos, una tribu bárbara pero aliado de los romanos, vinieron a la península ibérica por encargo de estos para expulsar a otras tribus bárbaras. Pero al final acabaron actuando como autoridad sustitutiva de la romana e instalándose en el territorio. El catolicismo adoptado por la sociedad hispana fue respetada por los bárbaros, así como numerosas costumbres, tradiciones y el Derecho Romano. Dejaron restos de su presencia como, por ejemplo, la iglesia de San Cebrián de Mazote.
De hecho, uno de los reyes visigodos, Recesvinto, falleció en el año 672 en la población llamada Gerticós, situada cerca de Valladolid. En este mismo lugar nombraron como sucesor suyo a su hijo Wamba el 21 de septiembre de 672, en contra de la voluntad del propio Wamba. Desde ese momento, Gérticos tomó el nombre de Wamba, que es el que lleva en la actualidad.

### Conquista musulmana

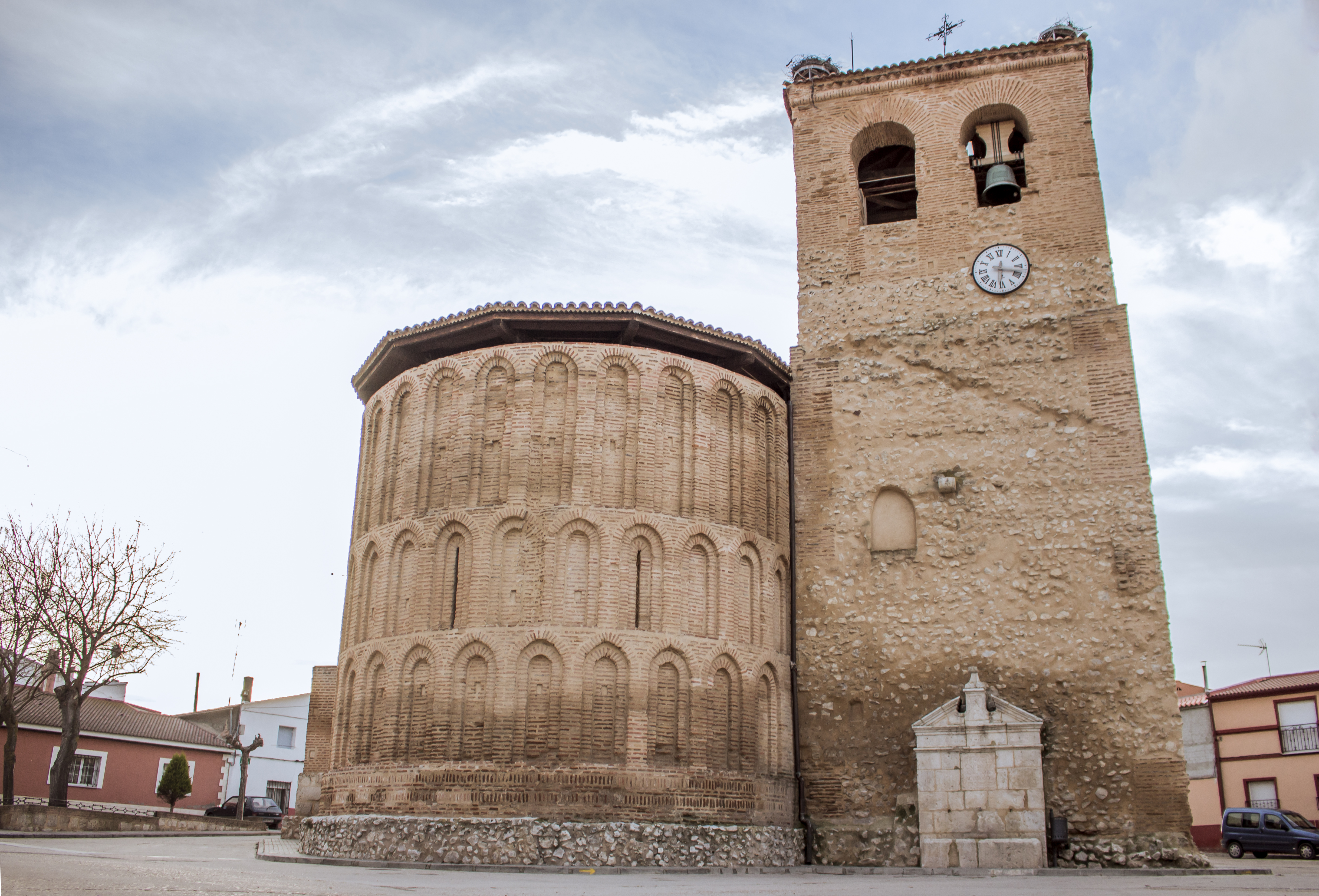
Iglesia de San Pedro de Alcazarén. La arquitectura mudéjar, que es la de los musulmanes que se quedaron a vivir en los territorios cristianos, es casi la única referencia de al-Ándalus que se ha conservado en la provincia.

La entrada de los musulmanes en la península se produjo con el desembarco en Gibraltar (Yebel Tárik), el 27 de abril de 711, de Táriq Ibn Ziyad, lideró un ejército de unos 9000 hombres. Poco después, el 19 de julio, los visigodos fueron derrotados y su rey Rodrigo murió en la batalla de Guadalete. En comparación con la invasión romana, que tardó 200 años, los musulmanes conquistaron rápidamente la península y en el año 720 la habían casi al completo. De hecho, en el mismo 711 ocuparon Toledo, que era la capital de los visigodos.
Llegaron al Duero en torno al año 712. Pero la presencia de los invasores musulmanes al norte del Sistema Central era sin embargo prácticamente anecdótica, limitándose a guarniciones desde las que profundizar sus incursiones militares (llamadas razias o aceifa) contra los reinos cristianos del norte, en comparación con la implantación masiva de poblaciones norteafricanas en el sur de España. Así pues el Duero y las zonas de la actual provincia se convirtieron en una frontera (llamada por los cristianos "Campos Góticos"), situación que se fue agravando según se acercaba la Reconquista. Este motivo -unido a una época de graves sequías y de conflictos entre árabes y bereberes- provocaron una falta de asentamientos estables y por eso no hay restos de la época de al-Ándalus en la provincia. Incluso se especuló durante años que el reino cristiano de Asturias inició un despoblamiento masivo en el norte de la cuenca del Duero a la que se llamó "Desierto del Duero", con el fin de dificultar una invasión. Aunque destaca sobremanera la arquitectura mudéjar especialmente en localidades como Muriel de Zapardiel, Alcazarén, Mojados, Aldea de San Miguel, Bobadilla del Campo, Pozaldez e Íscar. En Olmedo se puede visitar un parque en miniatura llamado Parque temático Mudéjar.

Al-Andalus durante el inicio de la reconquista, en torno al 750 siglo VIII.
Mapa de los reinos en la península ibérica en el año 814, siglo IX.
Mapa de los reinos en la península ibérica a principios del año 910, siglo X. La batalla de Simancas tuvo lugar en el año 939.
Mapa de los distintos reinos en la península ibérica sobre el año 1000 siglo XI.

Desde el punto de vista territorial los árabes ocuparon el sur de la actual provincia desde el año 712 hasta la batalla de Simancas del año 939. No obstante, tras la revuelta bereber del año 741 la cuenca del Duero prácticamente se había vaciado de musulmanes. Los territorios al norte del Duero fueron reconquistados por los cristianos ya desde la época de Alfonso I (739-757). Por ejemplo, la ciudad vallisoletana más importante del periodo, Simancas, fue ocupada por el ejército de Alfonso I en el año 753 y vuelta a conquistar ya definitivamente por Alfonso III en el 883. Por eso en numerosos mapas que muestran la reconquista por fases, aparecen en el siglo IX y el siglo X que los territorios al norte del Duero pertenecen a los cristianos, y los del sur a los musulmanes.

### Reino de León

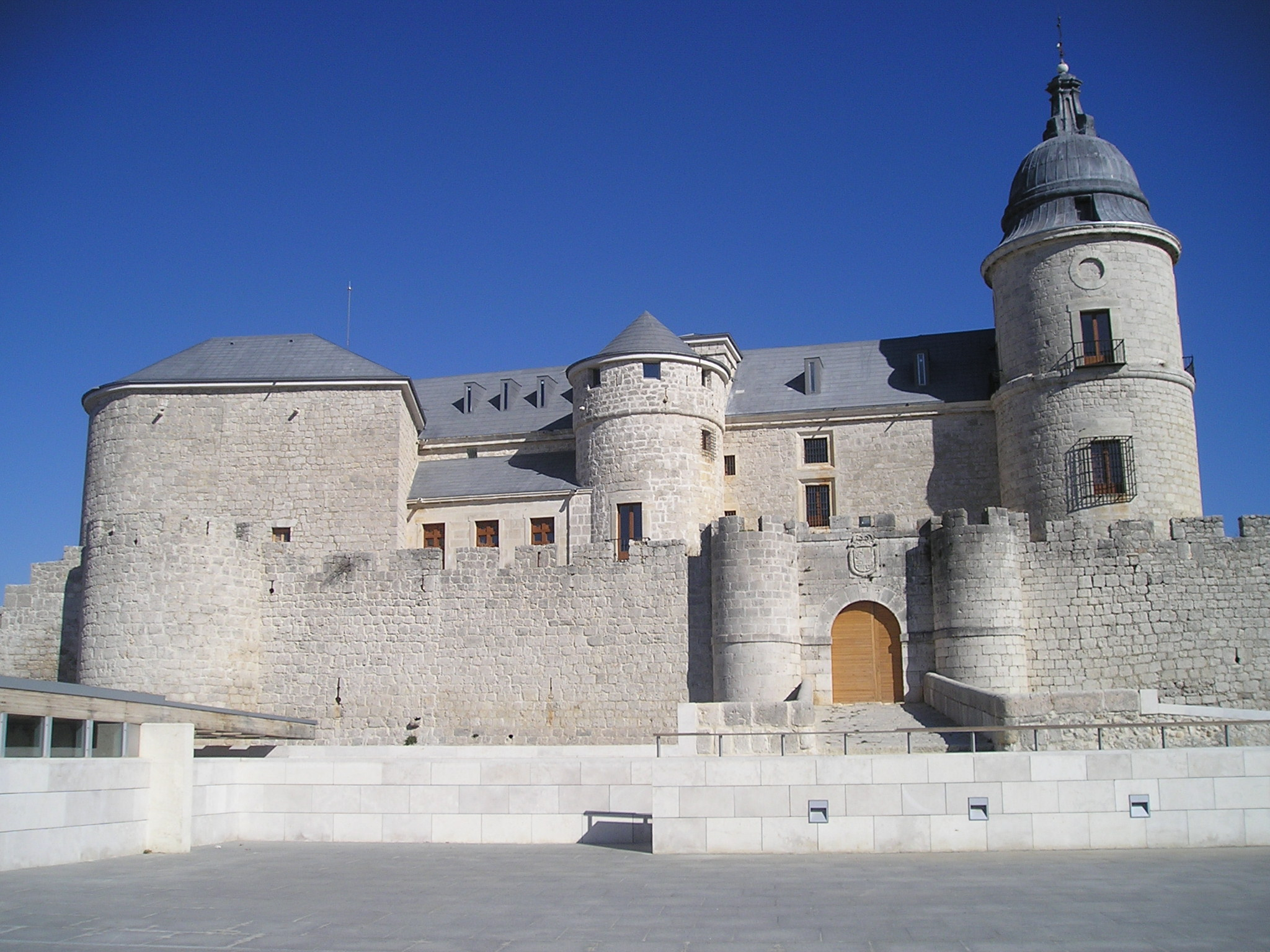
Castillo de Simancas, sede del Archivo General de Simancas. Hasta el, Simancas fue el núcleo de población más importante del territorio vallisoletano.

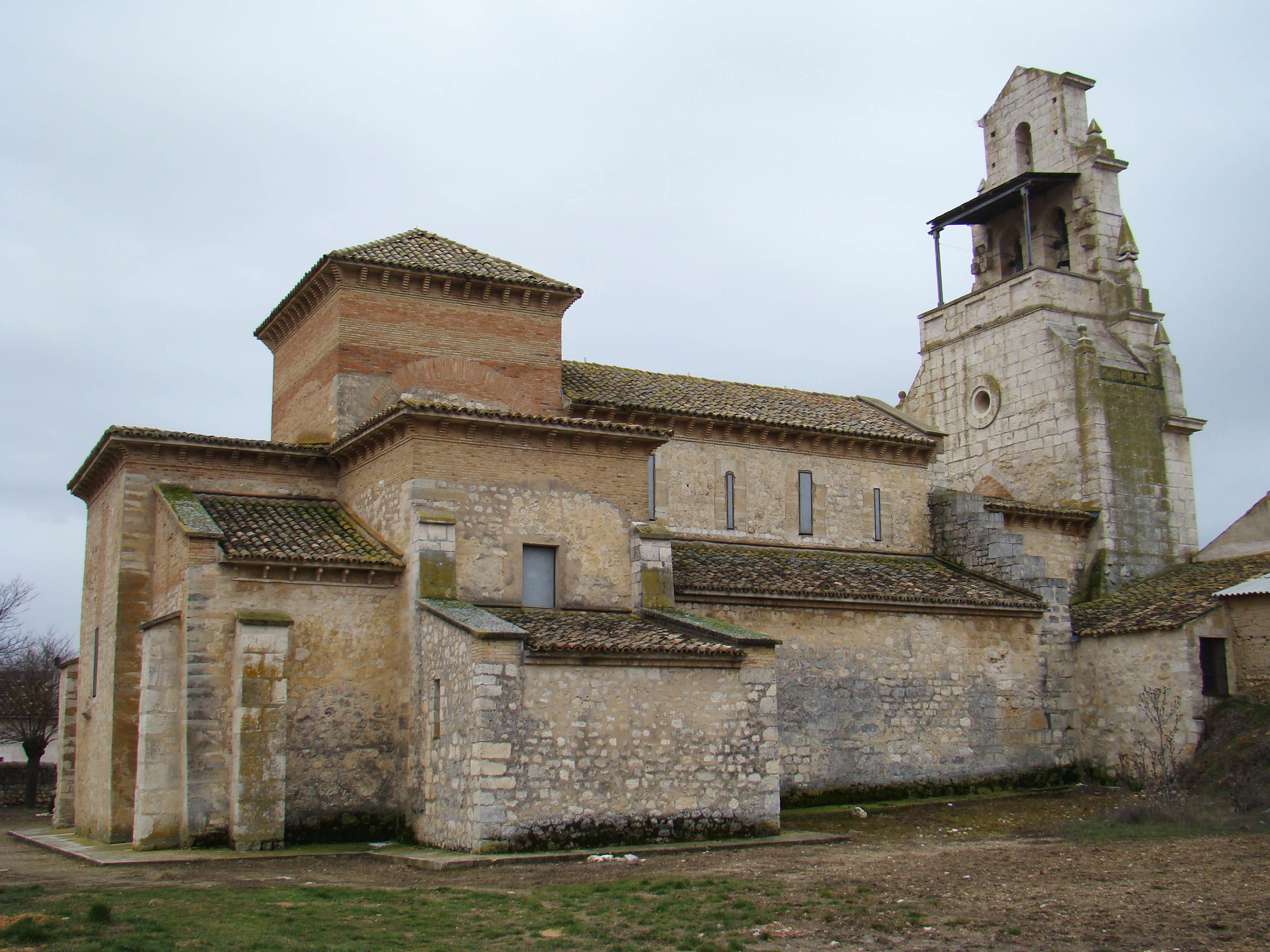
Iglesia de San Cipriano (San Cebrián de Mazote). Junto con la Iglesia de Santa María de Wamba son los mejores ejemplos de arquitectura prerrománica de reconquista o mozárabe. Esta iglesia es el mayor templo hispano de este periodo.

Según se iniciaba el crecimiento de los pequeños reinos cristianos del norte y su expansión hacia el sur, en el 939 tuvo lugar la Batalla de Simancas, que aseguró de forma permanente la cuenca del duero para los cristianos (aunque no le libró todavía de algunas incursiones árabes como la de Almanzor en el año 983 y que supuestamente dio lugar a la Batalla de Rueda).
Valladolid fue repoblada por el conde Pedro Ansúrez en el año 1072, encargo que fue ordenado por Alfonso VI como parte de su estrategia del repoblamiento de la meseta. Hay que tener en cuenta que tanto la ciudad de Valladolid como la provincia se convirtió en una encrucijada clave entre los reinos de Castilla y León, y cruce entre las ciudades del norte, el Camino de Santiago, Toledo y Al-Ándalus.
Para el historiador Pascual Martínez Sopena, la importancia del río Duero durante la reconquista en la Edad Media fue tal que "fue el diafragma, y los territorios situados al norte y al sur del río adquirieron en esta época características diferentes". Ciertamente, hubo dos modalidades de repoblación, protagonizadas cada una por distintas instituciones y agentes sociales en épocas sucesivas:
- Norte de la cuenca del Duero. En una verdadera "cultura de frontera", el rey atribuye durante los siglos VIII y XI tierras deshabitadas a hombres libres que debían defenderse a sí mismos en un entorno inseguro, y ocupar la tierra que ellos mismos iban a cultivar (presuras). A medida que la frontera se alejaba hacia el sur, la independencia inicial que caracterizó el espíritu del condado de Castilla (caballeros-villanos, behetrías) se fue sustituyendo por formas más equiparables al feudalismo europeo, con el establecimiento de señoríos monásticos y nobiliarios. Ejemplos: Merindad del Infantazgo de Valladolid, Merindad de Cerrato, Merindad de Campos y Merindad de Carrión, que formaban parte de la Merindad Mayor de Castilla.
- Sur de la cuenca del Duero. En los siglos XI y XII se establecieron concejos municipales a los que se atraía a la población mediante el establecimiento de sustanciales privilegios colectivos fijados por escrito en cartas aforadas (cartas pueblas o fueros). Estas ciudades ejercían el papel de verdaderos señores colectivos sobre el campo circundante (alfoz) con el que formaban comunidades de villa y tierra: Peñafiel, Medina del campo, Olmedo, Portillo, Íscar, Curiel de Duero, etc.

Durante la reconquista (y repoblación) participaron todo tipo de organizaciones religiosas y militares. Por ejemplo los caballeros hospitalarios de la Orden de Malta crearan el gran priorato de Castilla. O Por ejemplo, de la orden de los caballeros templarios aún quedan restos de su presencia en pueblos como Ceinos de Campos y Muriel de Zapardiel.

### Corona de Castilla

Bandera histórica de la Corona de Castilla. Hoy en día es la Bandera oficial de Castilla y León, comunidad autónoma española a la que pertenece la provincia de Valladolid.

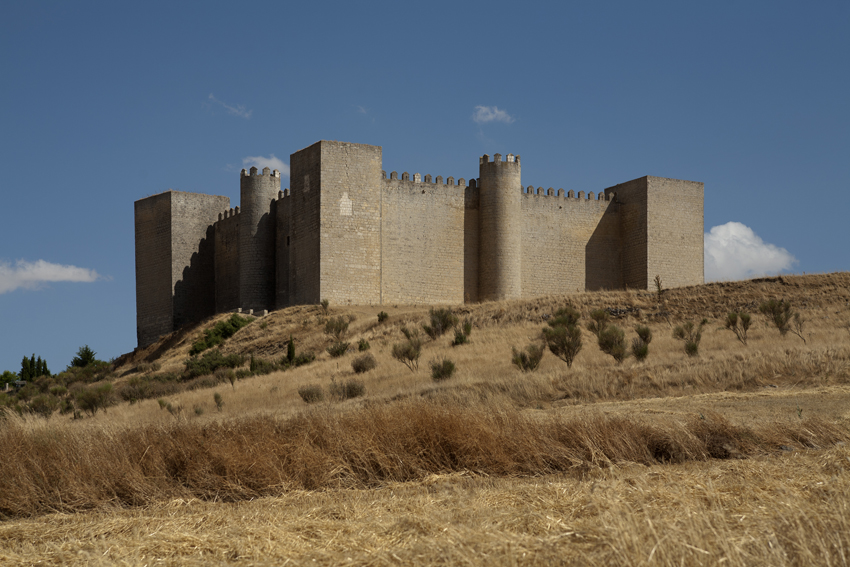
Castillo de Montealegre de Campos. Debido a su ubicación fronteriza entre los reinos cristianos contra los musulmanes, y luego entre el Reino de León y el Reino de Castilla se construyeron gran cantidad de castillos, muchos de los cuales se conservan hoy en día (véase: Castillos de Valladolid).

Corona de Castilla hacia 1400.

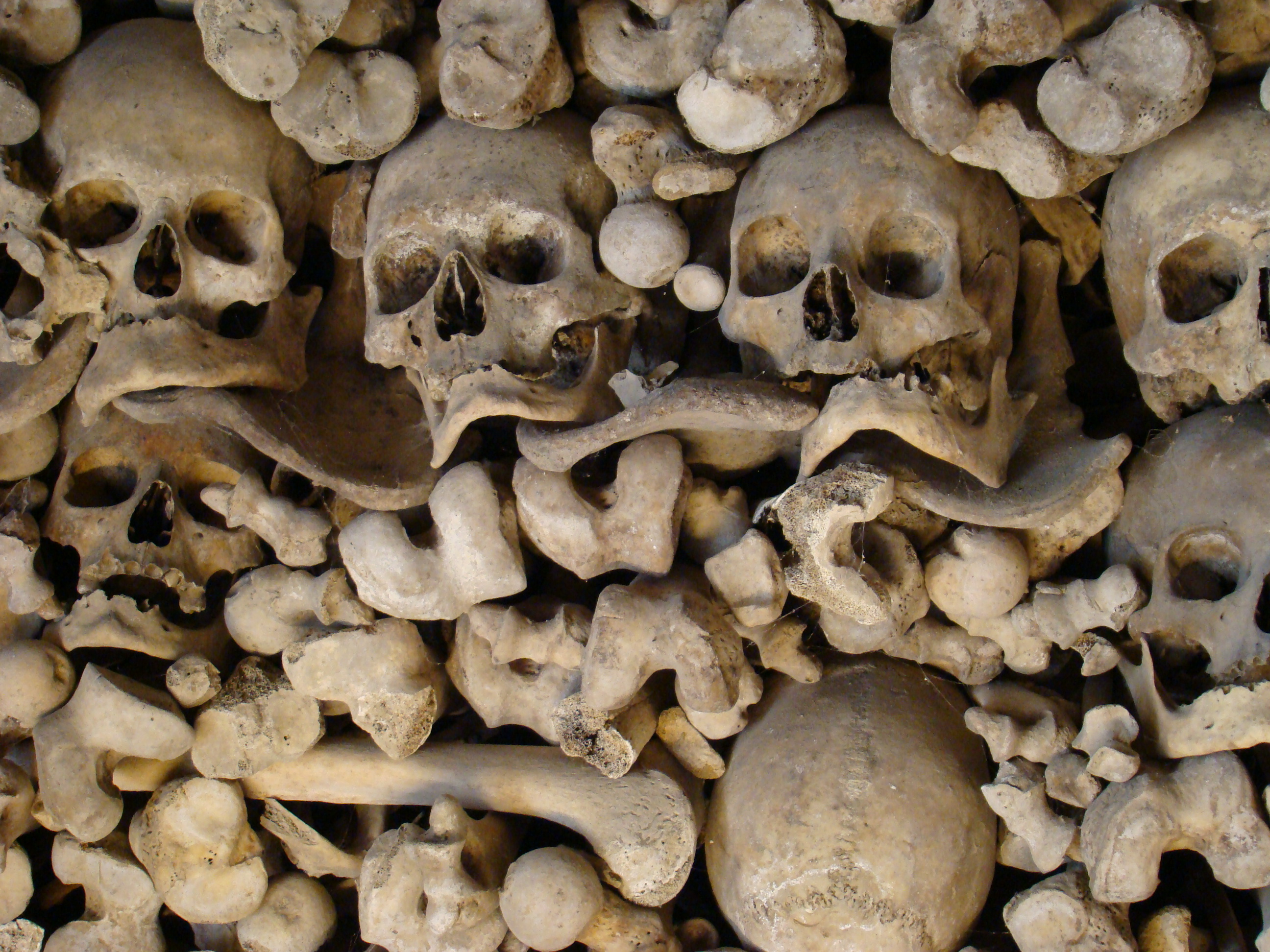
Osario de la Iglesia de Wamba con esqueletos desde el al. La esperanza de vida en aquella época era baja y la mortalidad muy alta.

La Baja Edad Media fue una época de guerras intermitentes de los reinos cristianos contra los musulmanes o entre los propios reinos cristianos. Al estar la zona de la actual provincia en zona de frontera entre el Reino de León y el nuevo Reino de Castilla, los roces fueron continuos. Por lo que hubo gran cantidad de tratados con los que se lograba influencia, y una paz que no pocas veces era un armisticio temporal como: Tratado de Tordehumos (1194), Tratado de Cabreros (1206), Tratado de Valladolid (1209), Tratado de Medina del Campo (1431)
Internacionalmente se libra la guerra de los cien años, entre franceses e ingleses, y con la corona de Castilla apoyando a los franceses. Su implicación tuvo como consecuencia la inestabilidad de la corona que condujo a dos guerras civiles. El detonante fue el llamado Golpe de Tordesillas en 1420.
Desde 1208, cuando Alfonso VIII de Castilla nombra ciudad cortesana a la ciudad de Valladolid y se convierte en el centro cultural de Castilla, se empiezan a instalar gran cantidad de iglesias, palacios, colegios mayores y otros edificios como la Universidad de Valladolid, la Real Audiencia y Chancillería de Valladolid o el tribunal de la Inquisición, además de que la ciudad servía ocasionalmente como residencia real y sede de las Cortes lo que produjo que cobrara gran importancia política, judicial y financiera (lo que fue beneficioso no solo para la ciudad si no para todo el entorno provincial). También Tordesillas empieza a cobrar cada vez mayor importancia.
En 1273 el rey de la Corona de Castilla Alfonso X crea la Mesta, que es un gremio con privilegios de ganaderos (principalmente de Oveja merina). Esto provoca que la provincia se convierta en un lugar de tránsito de los citados ganaderos, puesto que se mueven en dirección norte-sur, que los cruzaban a través de vías llamadas cañadas reales. Por la provincia de Valladolid transcurrían dos de estas citadas vías: la que se llamaba "Cañada Real Leonesa Occidental" y la "Cañada Real Leonesa Oriental". Fue una organización muy poderosa debido a los privilegios que los reyes le concedían ya que la lana era un importante producto entre los que exportaba Castilla a Europa, por lo que se debía fomentar la producción de lana, a veces en detrimento de la agricultura, por lo que fue una de las causas de la deforestación de la meseta.
En 1348 llega a la península ibérica la pandemia de Peste negra, que entre 1347 y 1353; se estima que mató a un tercio de la población del continente europeo en aquel entonces. En la Meseta, al haber menos densidad de población, y al ser las ciudades más pequeñas, la incidencia fue menor; estimándose un 25 % de bajas, inferior a por ejemplo los territorios de la Corona de Aragón, que experimentaron un 40 % de decesos llegando a picos del 60 %. Afectó a todo el mundo independientemente de su posición social (Alfonso XI, murió de Peste bubónica en 1350). La peste volvía a atacar recurrentemente cada 8 o 10 años (1362, 1371, 1381, 1396... y así durante el siglo XV) pero cada vez con menos virulencia, quizás por encontrarse con una población que estaba mejor alimentada o que tenía un mejor sistema inmunitario.
Gracias en parte a la Mesta, en la Corona de Castilla se desarrolló desde el siglo XV un importante grupo de ferias en el centro de la Meseta Norte: las de Medina del Campo, Medina de Rioseco y Villalón, siguiendo la ruta comercial que da salida a la lana de las ovejas trashumantes de las cañadas de la Mesta, por Burgos y los puertos del Cantábrico (Santander, Laredo, Bilbao...) para comercial con la Hansa y los países del norte de Europa. Esto provoca el desarrollo de determinadas ciudades que experimentan un crecimiento comercial, lo que se conoce como el nacimiento de los burgos, cosa que sucedió en Valladolid o Medina del Campo.
Según avanzaba la reconquista hacia el sur peninsular fue habitual que vallisoletanos emigraran como repobladores a las nuevas tierras recién capturadas a los musulmanes, como es el caso de Valladolises y Lo Jurado en Murcia.

### Cortes de Castilla
En varias ciudades vallisoletanas se celebraron las Cortes de Castilla, siendo la primera las Cortes de Valladolid de 1293 y la última las Cortes de Valladolid de 1601. (aunque recordando que Valladolid fue capital del Imperio entre 1601 y 1606, luego la Corte Real estuvo permanentemente instalada en esa ciudad esos años)
Cortes de Valladolid
Las principales reuniones de las Cortes de Valladolid fueron:
- Cortes de Valladolid de 1293
- Cortes de Valladolid de 1295
- Cortes de Valladolid de 1298
- Cortes de Valladolid de 1299
- Cortes de Valladolid de 1300
- Cortes de Valladolid de 1307
- Cortes de Valladolid de 1312
- Cortes de Valladolid de 1322
- Cortes de Valladolid de 1325
- Cortes de Valladolid de 1351
- Cortes de Valladolid de 1385
- Cortes de Valladolid de 1393
- Cortes de Valladolid de 1403
- Cortes de Valladolid de 1420
- Cortes de Valladolid de 1430
- Cortes de Valladolid de 1442
- Cortes de Valladolid de 1451
- Cortes de Valladolid de 1452
- Cortes de Valladolid de 1453
- Cortes de Valladolid de 1455
- Cortes de Valladolid de 1458
- Cortes de Valladolid de 1465
- Cortes de Valladolid de 1475
- Cortes de Valladolid de 1480
- Cortes de Valladolid de 1481
- Cortes de Valladolid de 1498
- Cortes de Valladolid de 1506
- Cortes de Valladolid de 1518
- Cortes de Valladolid de 1523
- Cortes de Valladolid de 1537
- Cortes de Valladolid de 1544
- Cortes de Valladolid de 1548
- Cortes de Valladolid de 1555
- Cortes de Valladolid de 1558
- Cortes de Valladolid de 1563
- Cortes de Valladolid de 1565
- Cortes de Valladolid de 1568
- Cortes de Valladolid de 1573
- Cortes de Valladolid de 1582
- Cortes de Valladolid de 1585
- Cortes de Valladolid de 1588
- Cortes de Valladolid de 1593
- Cortes de Valladolid de 1595
- Cortes de Valladolid de 1598
- Cortes de Valladolid de 1601

Cortes de Medina del Campo
- Cortes de Medina del Campo de 1302[13]
- Cortes de Medina del Campo de 1305[14]
- Cortes de Medina del Campo de 1318[15]
- Cortes de Medina del Campo de 1328[14]
- Cortes de Medina del Campo de 1370[16]

Cortes de Tordesillas
Hubo reuniones de Cortes en Tordesillas en dos ocasiones:
- Cortes de Tordesillas de 1401 o de "Valladolid-Tordesillas"
- Cortes de Tordesillas de 1420, aunque Colmeiro no las denomina como Cortes.

## Edad Moderna (1492-1789)

### Descubrimiento de América

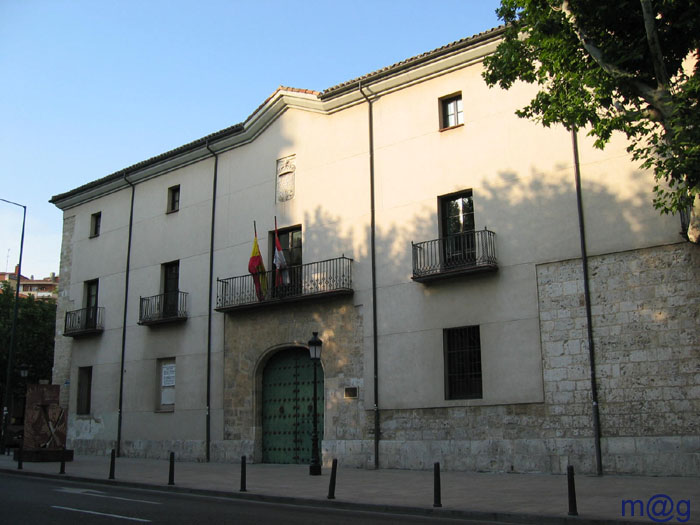
Palacio de los Vivero, edificio en el que los Reyes Católicos instalaron la Real Audiencia y Chancillería de Valladolid a finales del.

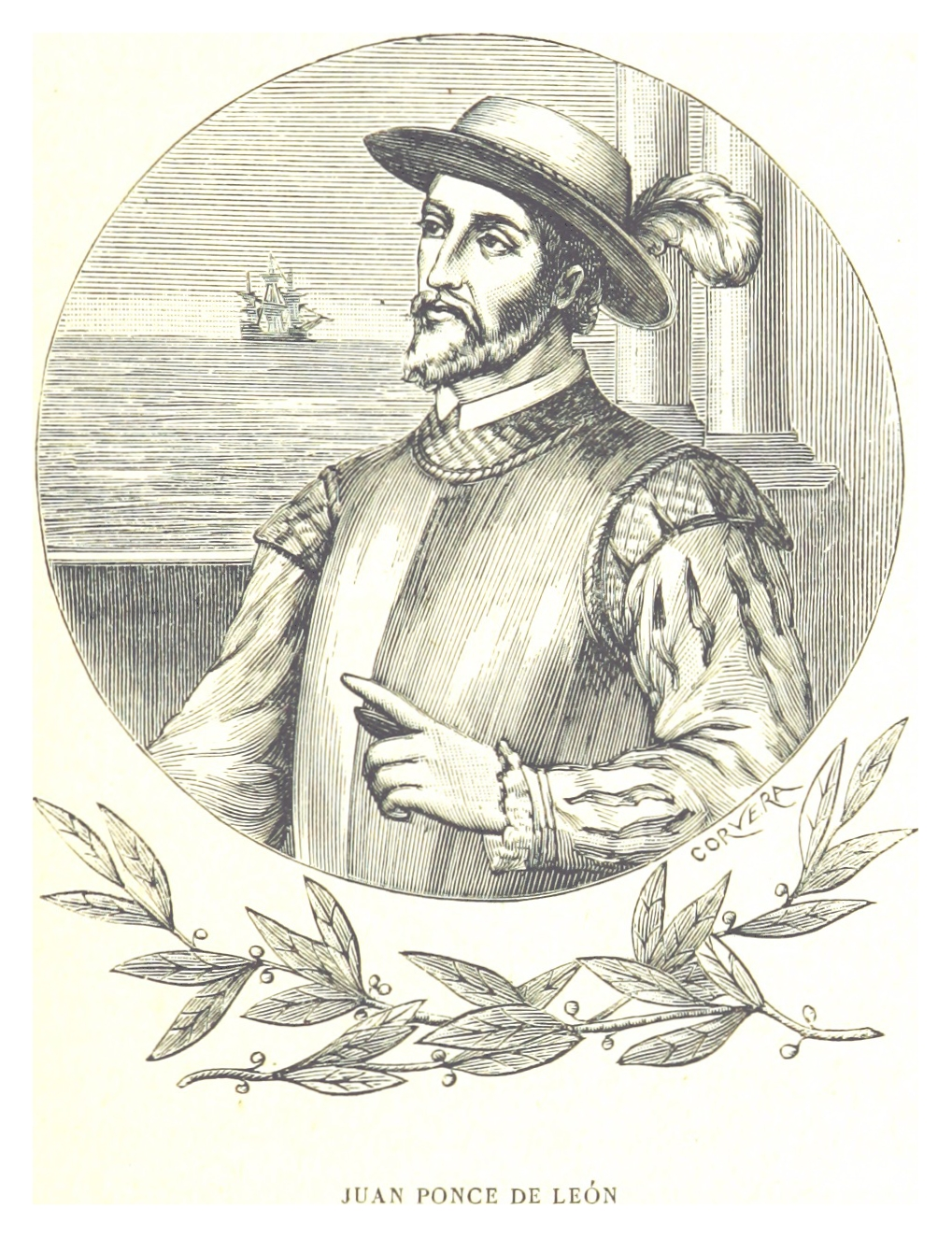
El conquistador castellano Juan Ponce de León (1460-1521), que fue el descubridor de Florida.

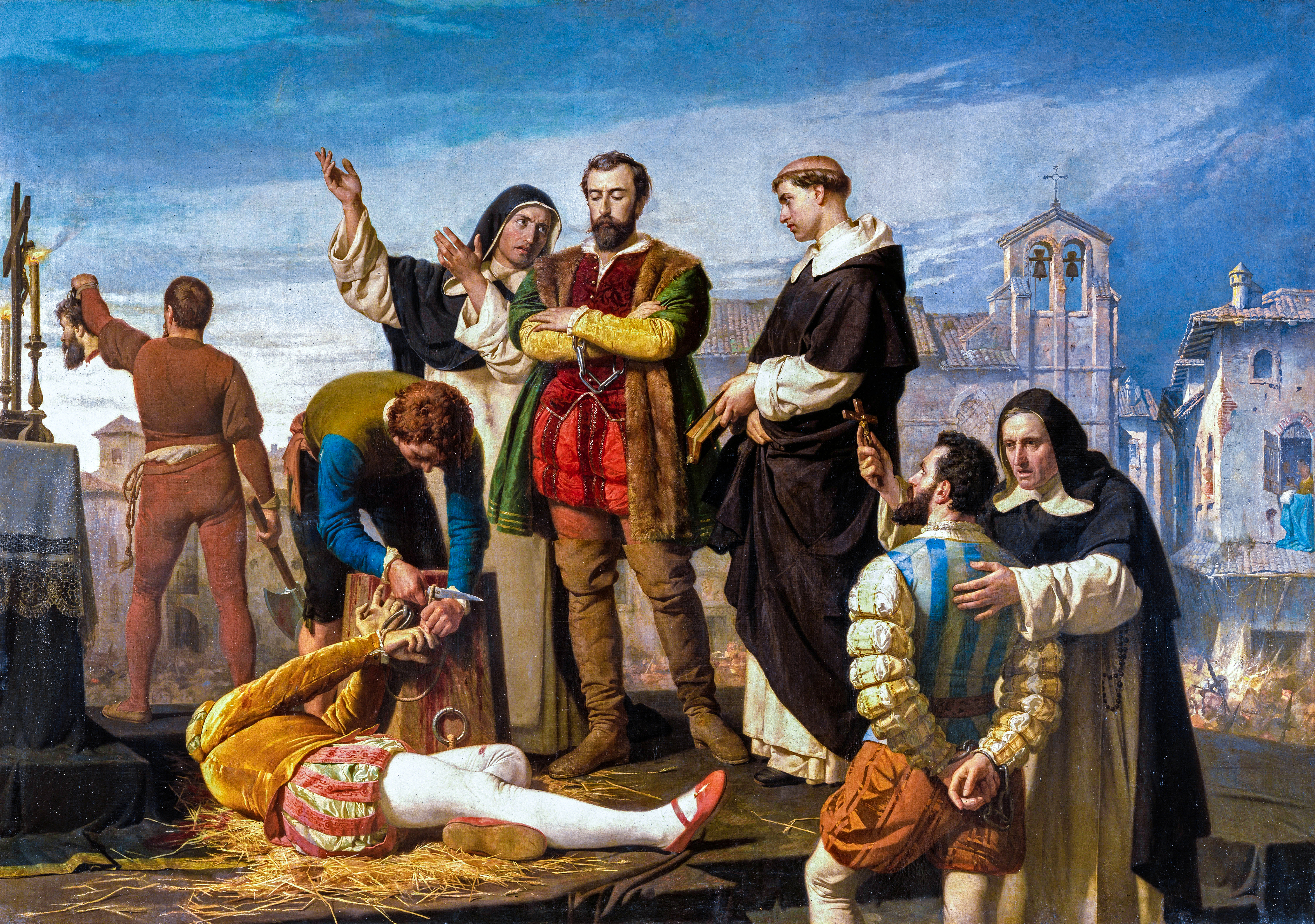
Ejecución de los comuneros de Castilla en Villalar el 24 de abril de 1521, en el marco de la Guerra de las Comunidades de Castilla.

La provincia de Valladolid en el año 1590.Valladolid fue una de las ciudades con voto en las Cortes de Castilla durante la duración de estas: desde el al (véase Cortes de Valladolid). Evidentemente Javier de Burgos se inspiró en este hecho histórico para delimitar la actual provincia.

Tras el Descubrimiento de América en 1492 por parte de Colón, en todas las posesiones de la corona de castilla surgen una serie de guerreros-aventureros, bien por conquistar tierras, o por hacerse con supuestos fabulosos tesoros (como El Dorado, la Fuente de la eterna juventud...), o por ambas cosas, y embarcan hacia el nuevo mundo. Aunque la mayoría son extremeños y andaluces también hay conquistadores de esta provincia como Juan Ponce de León (Santervás de Campos), Francisco de Villagra (Santervás de Campos), Jerónimo de Alderete (Olmedo), Juan Jufré (Medina de Rioseco), Gaspar de Espinosa (Medina de Rioseco), Francisco de Saucedo (Medina de Rioseco), Bernal Díaz del Castillo (Medina del Campo), Juan de Ahumada (Medina de Rioseco), Juan Mogrovejo de Quiñones (Mayorga), Andrés López de Galarza (Villabrágima), Francisco de Quiñónez (Mayorga) o Diego Vaca de Vega (Siete Iglesias de Trabancos).
Junto a ellos, además de civiles y militares que iban con la intención de fundar nuevas ciudades, fueron misioneros católicos con el objetivo de difundir el cristianismo a las nuevas tribus americanas descubiertas. Naturales de la provincia destacan nombres como Toribio de Mogrovejo (Mayorga), José de Acosta (Medina del Campo), Bartolomé de Olmedo (Olmedo) o Fabián Ruiz de Aguilar (Aguilar de Campos).
En 1494 se firmó en Tordesillas el tratado de Tordesillas, entre los reyes católicos y Juan II rey de Portugal, en virtud del cual se establecía un reparto de las zonas de conquista y anexión del Nuevo Mundo mediante una línea divisora del Océano Atlántico y de los territorios adyacentes. El tratado se firmó para evitar conflictos entre las coronas de España y Portugal interesadas en el control de los mares y tierras exploradas por sus marineros, dando lugar a Iberoamérica.
Entre 1550 y 1551 tuvo lugar la famosa Junta de Valladolid en el Colegio de San Gregorio y enfrentó dos formas antagónicas de concebir la conquista de América, representadas por Bartolomé de las Casas y Juan Ginés de Sepúlveda. Aquel debate se considera hoy pionero y una vital aportación en la Historia a la construcción de los Derechos humanos. No hubo una resolución final, aunque fue el inicio de un cambio que se tradujo en más derechos para los indígenas.
Como resultado de la influencia vallisoletana en la ocupación del nuevo continente se pueden citar los ejemplos de la ciudad de Morelia (ciudad mexicana llamada "Valladolid" hasta 1828 cuando adquirió su actual nombre) o la ciudad de Comayagua en Honduras (cuyo nombre completo es "Santa María de la Nueva Valladolid de Comayagua"). También hay actualmente una ciudad llamada Valladolid (Yucatán) en México (no confundir con la anteriormente Morelia) y hasta en Filipinas: Valladolid (Filipinas). En África una ciudad de Guinea Española se llamó Valladolid de los Bimbiles.

### Guerra de las Comunidades

Localización del movimiento comunero sobre el territorio de la Corona de Castilla. En morado, las ciudades pertenecientes al bando comunero; en verde, aparecen las que se mantuvieron leales al rey. Las ciudades que estuvieron presentes en ambos bandos aparecen en ambos colores.

En 1520, Carlos I, emperador y rey de Castilla partió para una Elección imperial hacia tierras alemanas. Castilla que atravesaba una situación de inestabilidad política debido a que Carlos I tras proclamarse rey de Castilla llegó sin saber hablar apenas castellano y trayendo consigo un gran número de nobles y clérigos flamencos como Corte, produjo recelos entre las élites sociales castellanas, que sintieron que su advenimiento les acarrearía una pérdida de poder y estatus social. A partir de ahí sus protestas se canalizaron hacia el pueblo llano. Las malas cosechas y la presión fiscal formaron un cóctel explosivo. La chispa definitiva fue que el emperador requirió dinero para sufragar su viaje (y su elección) en Alemania.
La insurrección empezó en Toledo y se extendió por gran cantidad de ciudades, villas y pueblos de Castilla (como Medina del Campo o Tordesillas), aunque algunas permanecieron leales al emperados (como Valladolid los primeros días o Medina de Rioseco). Sin embargo el Incendio de Medina del Campo, producido por tropas militares leales al emperador, terminó por expandir el movimiento comunero por toda Castilla (provocó que ciudades que hasta el momento se habían mantenido al margen, como Valladolid se sumaran a la insurrección). Se pensó en reemplazar al emperador por su madre Juana I de Castilla "la loca" pero esta no colaboró con el movimiento. Hubo una serie de escaramuzas, pero el 23 de abril de 1521 en la localidad de Villalar (hoy Villalar de los Comuneros) se juntaron los dos ejércitos. Fue una decisiva victoria del bando imperial, y los principales cabecillas comuneros capturados fueron ejecutados al día siguiente. A partir de ahí el bando del emperador empezó a recuperar ciudades hasta que Toledo, la última en caer, se rindió en febrero de 1522.
Para pagar los gastos de guerra se impusieron a las autoridades castellanas fuertes indemnizaciones. La forma de pago de estas indemnizaciones se solucionó mediante un impuesto especial para toda la población de cada una de las ciudades comuneras. Estos impuestos mermaron las economías locales de las ciudades durante un periodo aproximado de veinte años, debido a la subida de precios. De igual modo, la industria textil de la provincia de Valladolid (como la del resto del centro de Castilla) perdió todas sus oportunidades de convertirse en una industria dinámica. Además algunas ciudades como Medina del Campo estaban destruidas y comarcas como Tierra de Campos quedaron con un alto grado de devastación.
Aunque Felipe II nació en Valladolid, fue precisamente él el que decidió la instalación permanente de las cortes en Madrid. Su decisión de trasladar la corte de Valladolid a Madrid propició el desmantelamiento de todo el entramado administrativo y comercial que atraía la presencia de la corte en la ciudad y el entorno provincial, algo que trajo consigo una época de decadencia de la que la ciudad no comenzó a recuperarse hasta el siglo XVIII.

### Valladolid, capital del Imperio español

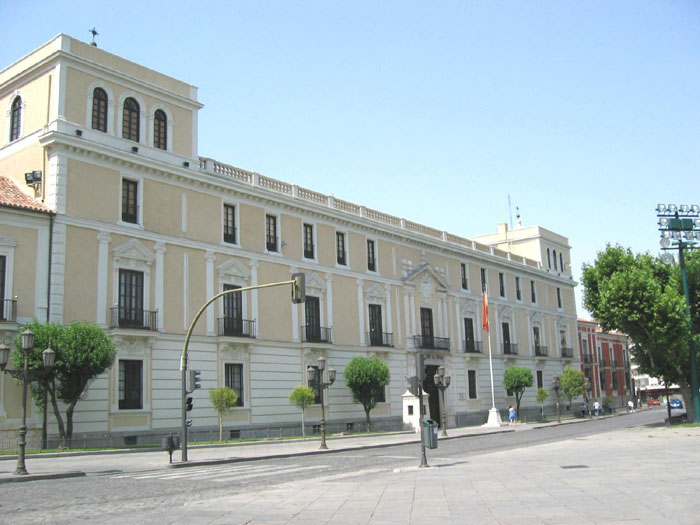
Palacio Real de Valladolid. Fue habitado por los monarcas españoles Carlos I, Felipe II y Felipe III (cuando Valladolid fue capital del Imperio) y también por Napoleón Bonaparte durante la Guerra de Independencia en enero de 1809.

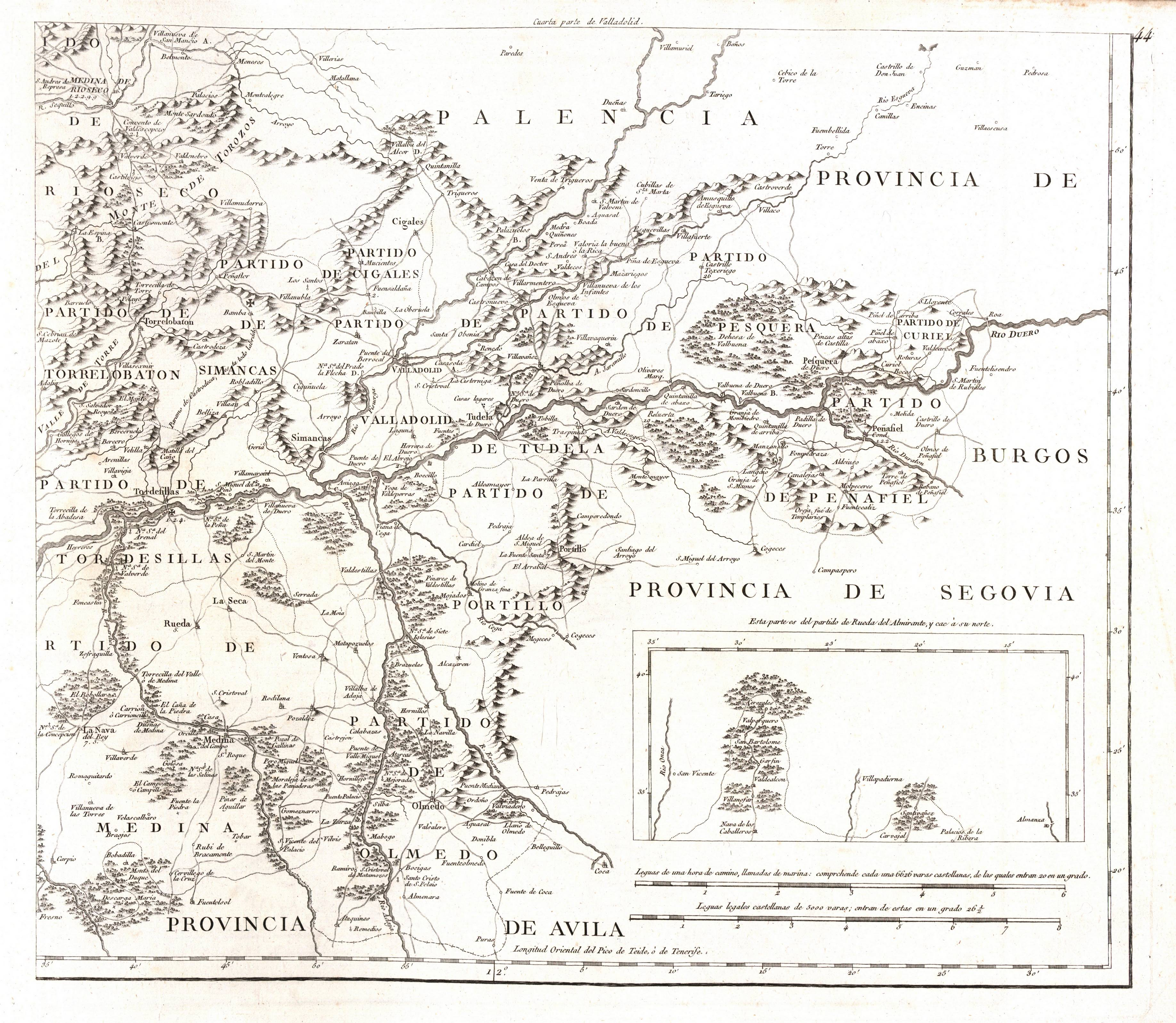
Hoja n.º 4 del mapa de la provincia de Valladolid publicado en 1779 por Tomás López.

Entre el 10 de enero de 1601 y el 6 de abril de 1606 (a instancias del valido de Felipe III, el Duque de Lerma) se trasladó la capitalidad de España desde Madrid a Valladolid, pero se volvió a mudar hacia la actual capital del Estado.
En la Guerra de Sucesión Española (1700-1715) y que fue una guerra civil e internacional a la vez, la provincia queda del lado de los borbónicos (partidarios de Felipe V) como la mayor parte del territorio de la antigua corona de Castilla, que finalmente fue el que logró el trono de España.
A mediados del siglo XVIII, en plena ilustración, empiezan a instalarse talleres textiles y manufacturas en algunas ciudades. En Medina de Rioseco se funda una Sociedad Económica de Amigos del País. En el campo aparecen mejoras significativas en la agricultura y la construcción y mejoras de caminos y fuentes.
Toda la provincia notó el gran terremoto de Lisboa del 1 de noviembre de 1755, que provocó daños por toda la región.

## Edad Contemporánea (1789- )

### Guerra de la Independencia

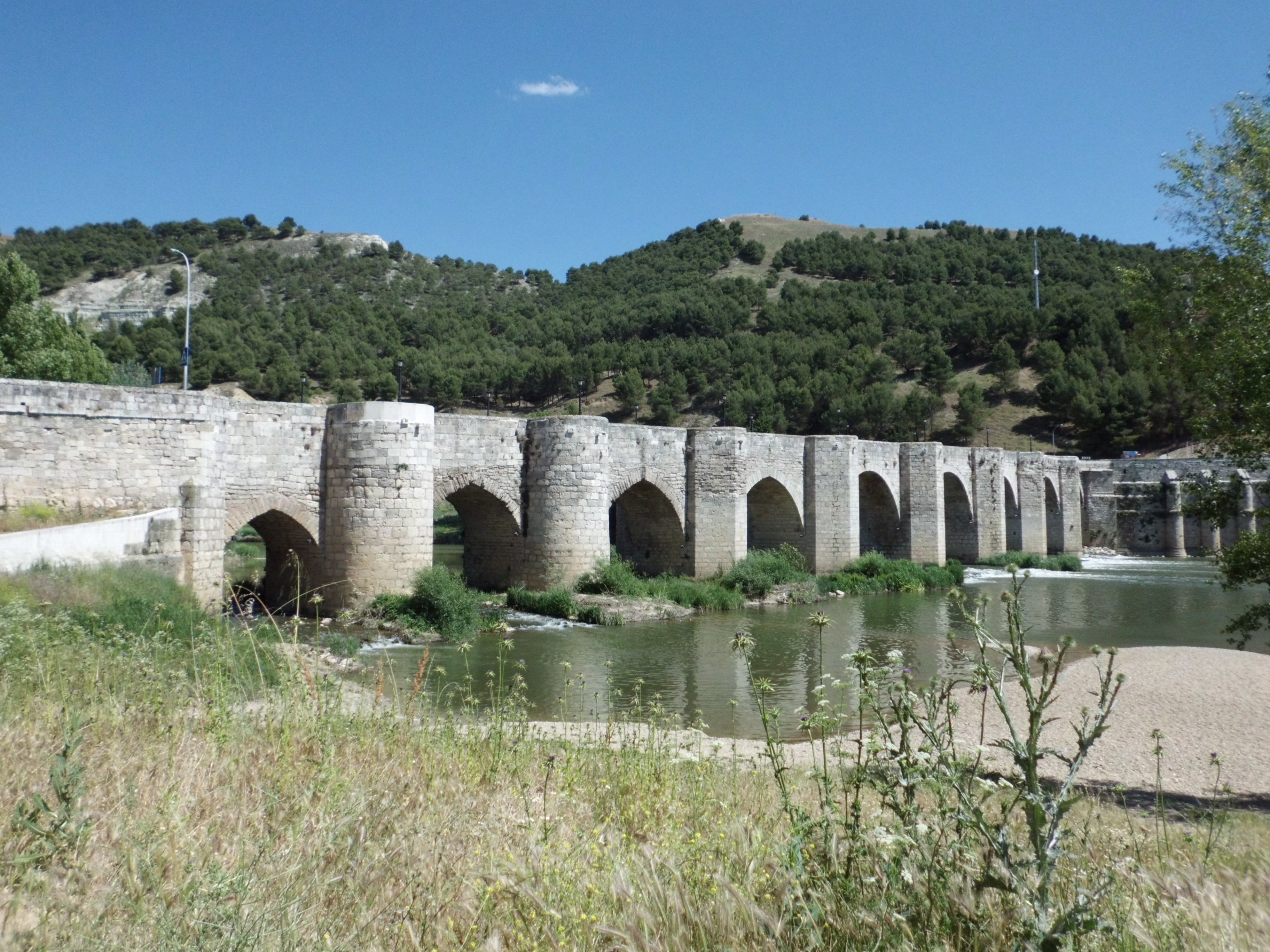
Puente de Cabezón de Pisuerga. Este puente junto con otros como el Puente de Simancas, Puente de Tordesillas, Puente Duero o el Puente Mayor de Valladolid sufrieron voladuras parciales durante la guerra por ambos bandos para dificultar el avance del enemigo. Fueron arreglados en los siguientes años.

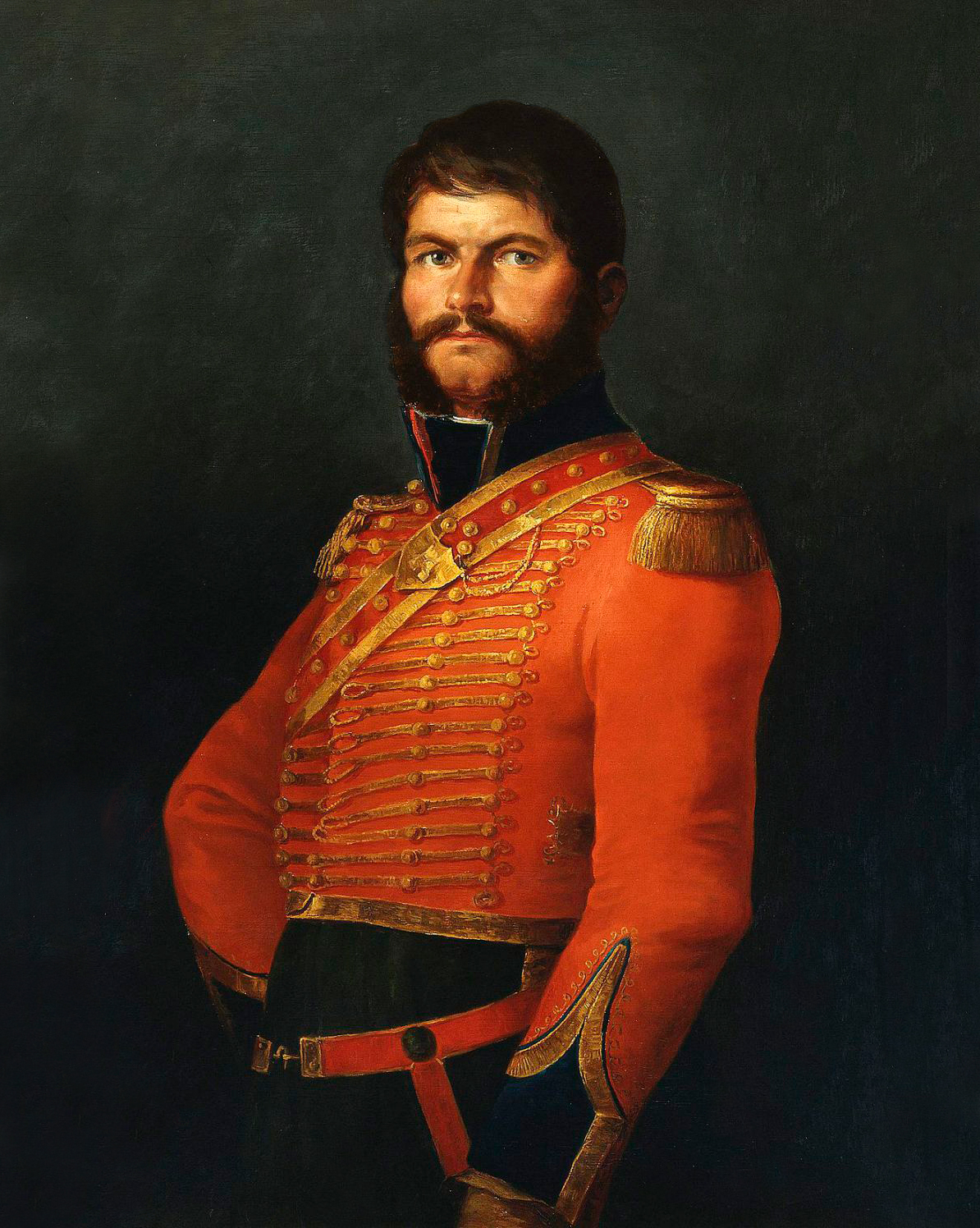
Juan Martín Díez, llamado «el Empecinado» fue uno de los jefes de las guerrillas que derrotaron repetidas veces al ejército napoleónico durante la guerra de la Independencia (1808-1814).

Cuando estalló la rebelión contra la ocupación francesa el 2 de mayo de 1808, Valladolid albergaba las tropas francesas en su expansión por el resto de la Península, debido principalmente a su situación en el eje París-Madrid-Lisboa. Los insurrectos organizaron rápidamente un ejército que fue derrotado el 12 de julio en la Batalla de Cabezón y el 14 de julio en la Batalla de Medina de Rioseco. Hubo saqueos en algunas ciudades como Cigales y Santovenia de Pisuerga. Aun así, con el repliegue inicial del ejército francés, la provincia queda libre de tropas hasta la llegada de la Grande Armée comandada por el propio Napoleón. 
Como curiosidad Valladolid fue la capital oficiosa del imperio de Napoleón Bonaparte durante once días. Previamente, en la Navidad de 1808, el propio Napoleón también se alojó en el Monasterio de Santa Clara (Tordesillas) durante la noche del 25 al 26 de diciembre debido a una fuerte nevada. Indultó a 3 prisioneros.
Durante todo el conflicto hubo una guerra de guerrillas, entre los ocupantes del ejército imperial francés y guerrilleros españoles, destacando en la provincia Juan Martín Díez, llamado «el Empecinado» luchando por toda la cuenca del Duero. En 1812 una ofensiva desde Portugal y Salamanca liberó la zona, pero volvió a ser recuperada por los franceses pocos meses después. Durante 1813 empieza la retirada francesa definitiva, que acaba a principios de 1814. Los daños fueron considerables en todo el país por la práctica de la política llamada "tierra quemada".
Principales batallas
- Batalla de Cabezón: 12 de junio de 1808, victoria francesa.
- Batalla de Medina de Rioseco: 14 de julio de 1808, victoria francesa.
- Batalla de Carpio: 23 de noviembre de 1809, victoria española.

### Nacimiento de la provincia de Valladolid

La actual provincia de Valladolid creada en 1833.

Antiguo escudo de la provincia de Valladolid (en vigor hasta el año 1939).

La provincia de Valladolid se constituyó como tal mediante el Real Decreto de 30 de noviembre de 1833 impulsado por el ministro Javier de Burgos, quedando adscrita a la región histórica de Castilla la Vieja. Además indica que su población en aquel momento es de 184 647 personas.
En el Real Decreto 30 de noviembre de 1833, Javier de Burgos describe la provincia de Valladolid como sigue:

Confina esta provincia por el N. con la de Leon, por el N. E. con la de Palencia, por el E. con la de Búrgos, por el S. con la de Segovia y Avila, y al O. con las de Salamanca y Zamora. El límite N. E. y N. empieza en el rio Cea al frente de Pobladura del Monte; sigue por la izquierda, de este rio hasta Melgar de arriba, y se dirige por el N. de este pueblo á buscar el Valderaduey, á encontrar por el S. de Villada el rio Sequillo, cuya derecha sigue hasta Benavides, donde lo cruza, y continuando la línea por el O. de Flechilla y Villarramiel, por el E. del Errin y Gaton, por el O. de la torre de Marmojon y N. E. de Ampudia, viene á cruzar el Pisuerga entre Dueñas y nuestra Señora de Onecha: sigue el arroyo de Cevicolatorre hasta cortarle al N. de este pueblo: se dirige al E. pasando por el S. de Alba de Cerrato y N. de Fonvellida; gira al N. E., y por entre Ceviconavero y San Pelayo de Cerrato va á buscar el actual límite de la provincia de Búrgos al N. de Tórtoles, desde cuyo punto por entre nuestra Señora de Gracia, Guzman, Villaescusa y Boada, y por el E. de Pedroso y Mambrilla se dirige á encontrar el Duero al E. de Roa. El límite meridional empieza en la orilla derecha del rio Duero ~,.si'guiéndola hasta un cuarto de legua al occidente del pueblo de Bocas, de cuyo punto atravesando dicho rio en direccion al S. corta igualmente al rio Duraton, pasando al E. de Peñafiel, que queda para esta provincia; desde el punto donde corta el rio Duraton continúa á pasar al O. de Rábano y Canalejas por el E. de Olombrada y por el nacimiento del arroyo Bembibre á buscar el rio Cerquilla entre Frumales y Aldehuela; sigue luego por la orilla derecha de este rio hasta un arroyo que desaguá en él, y pasa por el pueblo de Hesamayor, desde donde torciendo con direccion al N. O. y despues al S. O. pasa por encima de Cuellar dejando esta villa y sus arrabales para la provincia de Segovia, yendo á cortar el rio Cega por entre Puente-Quebrada y los Barrancales; siguiendo siempre como al S. O. corta el rio Piron por el S. de Remondo,.pasando al N. de Chane y Fuentelolmo y al S. de Villaverde, continuando siempre al citado rumbo y algo mas al S. á buscar el rio Eresma en el antiguo límite con Segovia y Avila, siguiéndolo á pasar por el S. de Puras y Ataquines; y cortando el rio Adaja media legua al S. de Almenara continúa entre San Pablo de la Moraleja y Palacios de Goda, por el S. de San Salvador y Muriel y por el N. é inmediato á Sinlabajos (que queda en Avila) va á buscar el extremo E. del gran recodo del rio Zapardiel, y continuando hácia el O. por este rio lo abandona, atravesándolo por el S. de Lomáviejo, pasando luego por el N. de Madrigal, y atraviesa el rio Trabancos en direccion del E. á O. hasta encontrar el arroyo de la Cruz por debajo de Orcajo de las Torres, desde cuyo punto sigue la orilla izquierda de él, y con rumbo al S. O. á cortar el rio Menines entre Paradinas y.Cantaracillo, de modo que Regama y Orcajo quedan en esta provincia. El límite occidental principia hácia el N. en el punto del rio Menines, que desagua en el Guareña junto al convento de Virtudes, siguiéndolo á pasar al O. de Regama al E. de Aldehuela de las Flores, Palacios Rubios y Cantalapiedra; de aqui sigue al rio Guareña tomándolo á legua y media al S. de Olmo, y siguiendo por su orilla derecha hasta frente de este pueblo continúa con direccion al N. á cortar el Duero en su confluencia con el Hornija, el que continúa por su orilla izquierda hasta San Roman de Hornija; y atravesando este rio sigue por la misma orilla del arroyo de Badajoz, cortándolo cerca del puente de Morales de Toro: continúa por el E. de Villalonso y O. de Benafarces, Castromembibre, Pobladura y Villavelir, quedando los cuatro últimos en esta provincia; corta el rio Sequillo entre Belber y San Pedro de la Tarce, y se dirige por entre Cotanes y Villardiga á encontrar el Valderaduey al S. Villalpando: sigue al N. la izquierda de este rio hasta mas arriba de Villanueva del Campo, al O. de Villar de Fallabes, donde le cruza, y por entre Valdefuentes y Villanueva de la Condesa, Valderas y Bustillo se dirige al rio Cea frente de Pobladura del Monte.

Tras esta nueva delimitación, basada en la idea liberal de provincias homogéneas con límites continuos y eliminando los señoríos, partidos y enclaves característicos del Antiguo Régimen, los territorios vallisoletanos disminuyen considerablemente puesto que se pierden los partidos de Gradefes y Mansilla (que pasan a la provincia de León), los partidos de Puebla de Sanabria y Benavente pasan a la provincia de Zamora, los partidos de Viana del Bollo y la Mezquita pasan a la provincia de Orense y el partido de Palenzuela pasa definitivamente a la provincia de Palencia. Todas estas pérdidas se producen sin que quede compensado con la adquisición otros territorios, pues apenas recibe unos pocos pueblos "fronterizos" de las provincias de Ávila, Burgos, León, Palencia, Segovia y Zamora.

### MediadossigloXIX
En 1846 comenzó a funcionar la Línea de Castilla, que fue una línea de telégrafo óptico diseñada con fines militares. En concreto esta línea iba desde Madrid hasta Irún pero en 1855 se cerró porque fue sustituida por la línea equivalente del telégrafo eléctrico. Aún se conservan algunas ruinas de las torres.

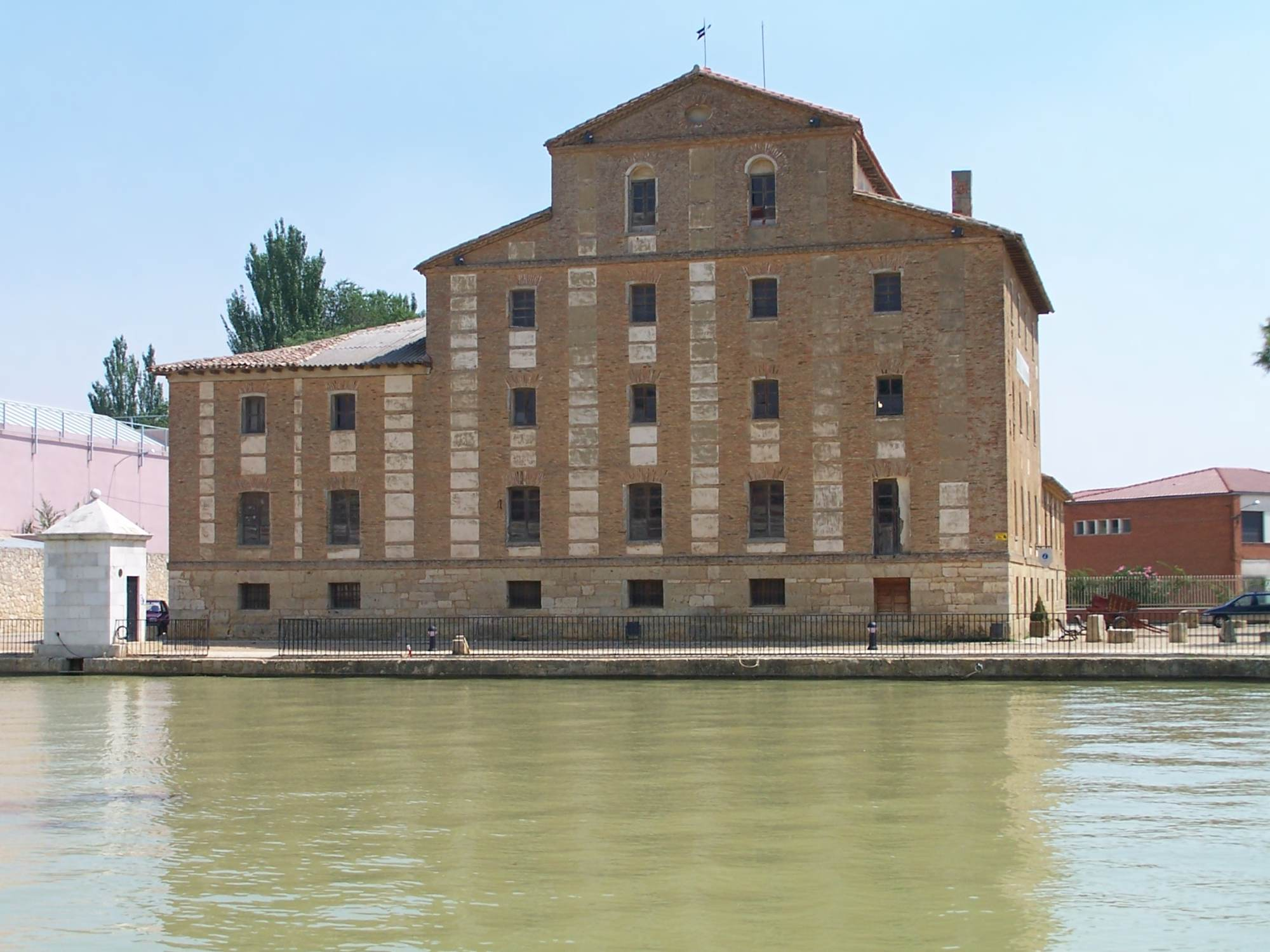
Fábrica de harinas San Antonio en Medina de Rioseco. La industria harinera se convirtió en el principal motor económico local en el.

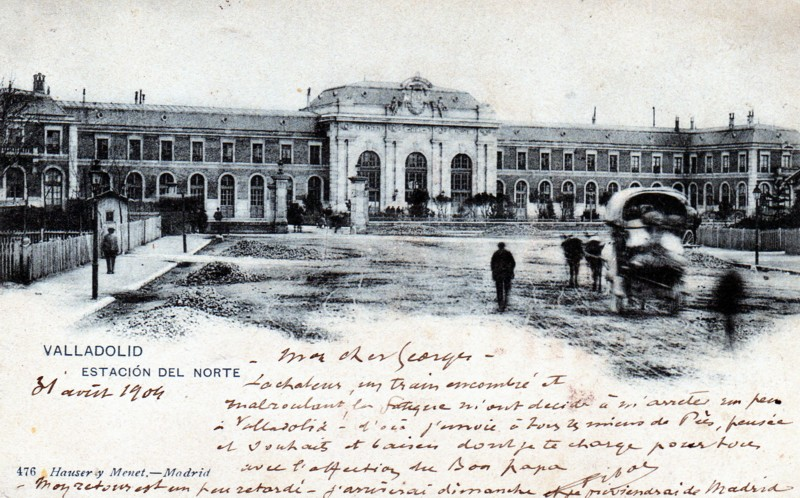
Estampa de la Estación del Norte en 1904

El 14 de diciembre de 1849 se inaugura, tras casi un siglo de construcción (las obras se iniciaron el 16 de julio de 1753), el Canal de Castilla cuya idea fue servir como vía de comunicación y transporte que solucionase el problema de aislamiento que sufría la meseta castellana, que hacía casi imposible el transporte de los productos agrarios de la región. Pero pronto, debido precisamente al desarrollo del ferrocarril en la región, quedó desfasado y solo usado para regar cultivos.
La llegada del ferrocarril a Valladolid supuso un gran impulso económico para la ciudad y puso fin a un período de decadencia que se remontaba a principios del siglo XVII cuando el Duque de Lerma trasladó definitivamente la capital del Imperio español en el año 1606. La llegada de este nuevo medio de transporte permitió iniciar la industrialización de la capital.
La llegada del ferrocarril - Compañía del Norte a partir de 1860 y Compañía de Ferrocarriles Secundarios de Castilla en 1884- a Valladolid supone un gran impulso y marca la dirección de crecimiento de la ciudad. Durante este siglo la ciudad no crece notablemente, pero su estructura interna cambia (se abren nuevas calles, plazas, jardines...). Empieza a aparecer la Clase obrera, la burguesía y los conflictos laborales, que desembocan en huelgas, manifestaciones, etc. Aparecen también la Compañía del Ferrocarril de Medina a Zamora y de Orense a Vigo (Medina del Campo, 1864) y la Compañía del Ferrocarril Económico de Valladolid a Medina de Rioseco (Medina de Rioseco, 1881).
En 1856 se fundó en Valladolid el decano de la prensa diaria española, El Norte de Castilla, resultado de la fusión de otros dos diarios: "El Avisador" y "El Correo de Castilla", convirtiéndose en el diario regional representativo de todo el territorio.
A comienzos de la década de 1860 Valladolid tenía una situación económica muy positiva. Pero el sueño industrialista vallisoletano se desmoronó por la crisis financiera de 1864-1874. Tras una crisis agraria que afectó a la industria harinera, se empezaron a producir las primeras quiebras de compañías ferroviarias en el país, lo que arrastró a muchos bancos que también quebraron y suspendieron pagos.

### Restauración borbónica (1874-1931)

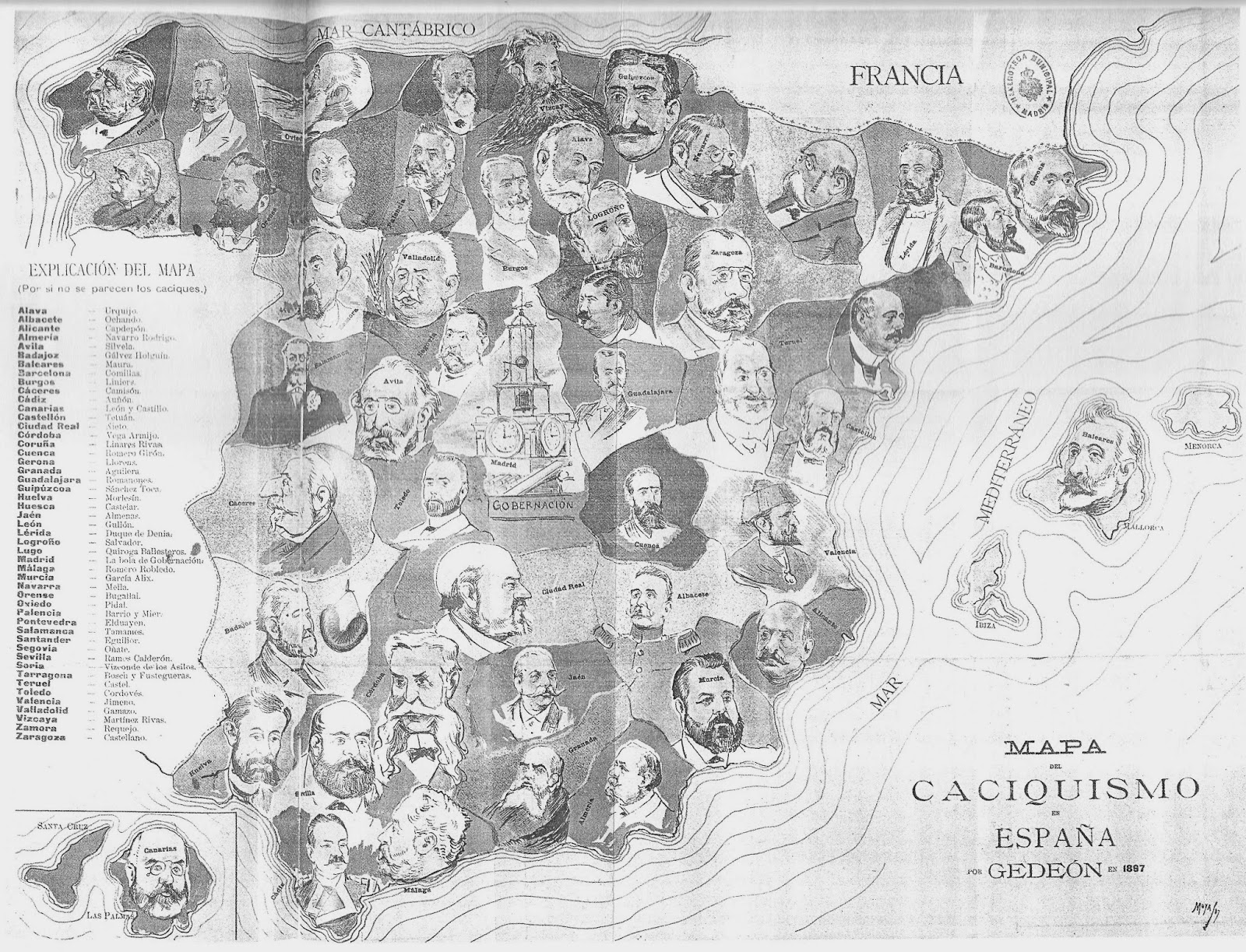
«Mapa del caciquismo en España», Germán Gamazo en Valladolid.

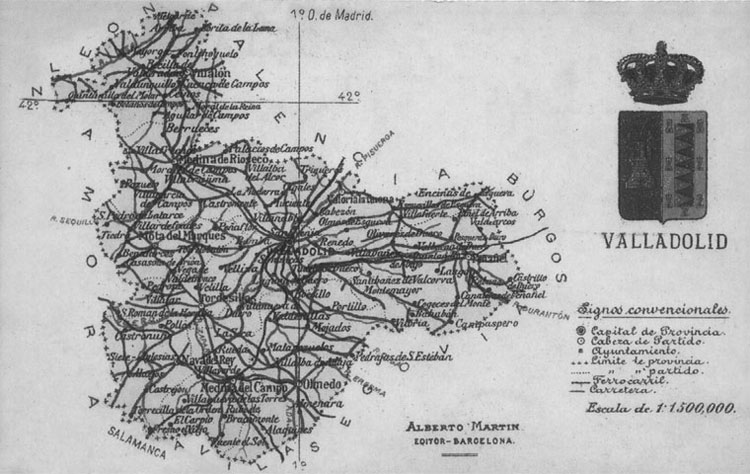
Mapa de la provincia de Valladolid, principios del, por el editor Alberto Martín.

Desde el inicio de la restauración monárquica Germán Gamazo se convierte en el "cacique" de esta provincia y un importante defensor de los intereses del proteccionismo del trigo del campo castellano. Cuñado de Antonio Maura, que fue varias veces ministro y presidente de gobierno de España, fueron aliados políticos.
Como consecuencia de la industrialización, se inicia la construcción de una serie de infraestructuras, entre las que destaca el Canal del Duero (inaugurado el 17 de noviembre de 1886) con el fin de crear una gran superficie de regadío en los alrededores de Valladolid.
En 1898 la derrota en la Guerra hispano-estadounidense no tuvo consecuencias graves para el comercio harinero, ya que aunque Valladolid era la capital desde la que se abastecía a las colonias, el fin de este comercio se produjo casi 20 años antes tras la firma de un tratado comercial con EE. UU. en 1882. Una posterior consecuencia positiva de haber perdido Cuba fue que se inició el cultivo del azúcar para compensar la pérdida del mercado cubano, dando lugar a una considerable industria azucarera.
Lentamente al inicio del siglo XX, y más rápido a partir de la neutralidad de España en la Primera Guerra Mundial, la provincia experimentó una recuperación económica y un aumento de su industrialización debido a que se le abrieron los mercados exteriores (porque los países beligerantes tenían su industria volcada en la guerra) y cayeron las importaciones por lo que hubo que crear o incrementar industrias para autoabastecerse (como la industria cerealística, azucarera y sobre todo la harinera). Cabe decir como curiosidad que cuando Alemania abrió el frente occidental invadiendo Bélgica y Luxemburgo el 4 de agosto de 1914 el rey Alfonso XIII se encontraba de casualidad en la estación de tren de Valladolid. Durante la guerra el diplomático Francisco de Reynoso y Mateo (entonces estaba de embajador en Suiza) ayudó a unos 50.000 damnificados por ese conflicto.
En enero de 1918, el Gobierno intentó paliar la crisis de subsistencias tasando el precio máximo del trigo, lo que sublevó a los agricultores.
La aparición de la gripe española a partir de 1918 afectó a 119 026 habitantes (41,37 %) de las 287 713 personas que conformaban la población total. Murieron 3399 personas, el 1,18 % de la población total, siendo su impacto menor que en otras zonas.
El 2 de diciembre de 1918 la diputación provincial de Valladolid fue una de las que suscribió el llamado Mensaje de Castilla, como respuesta a la posibilidad de que se otorgara un Estatuto de Autonomía para Cataluña exigiendo que la descentralización fuese para todos -no solo para Cataluña- y sin que esta descentralización mermara la soberanía española a través de la fórmula «unidad nacional y descentralización».
La capital en general experimenta un aumento de la población, puesto que en 1900 tiene unos 70 000 habitantes y en 1930 tiene más de 90.000.
En 1929, con motivo de la Exposición Iberoamericana de Sevilla, la Diputación de Valladolid se planteaba filmar una película que diera a conocer la idiosincrasia de toda la provincia, documento que hoy en día puede verse en internet: véase enlace (YouTube).
//

### II República
La proclamación de la República fue recibida con gran júbilo en Valladolid, como en el resto del país. Sin embargo durante la etapa republicana, Valladolid sufrió el deterioro progresivo de la economía nacional debido a la Gran Depresión surgida tras el crack del 29 en EE. UU.; la crisis económica, el aumento del paro y los bajos salarios afectaron seriamente al sector laboral más importante de Valladolid, el de los obreros ferroviarios, que venía instando con insistencia un aumento salarial desde principios de 1931. Los agricultores y ganaderos del mundo rural no conseguían salir de su estado de pobreza.
Onésimo Redondo es uno de los principales vallisoletanos de este periodo, fundador del primer partido político fascista en España, las Juntas Castellanas de Actuación Hispánica en 1931 y que ese mismo año se integró en las Juntas de Ofensiva Nacional-Sindicalista (JONS) de Ramiro Ledesma Ramos.
El 4 de marzo de 1934 se fusionaron Falange Española (el partido de José Antonio Primo de Rivera) y las JONS (el partido de Onésimo Redondo) en un acto celebrado en el Teatro Calderón.
La Revolución de octubre de 1934 provocó disturbios y algunos enfrentamientos con la Guardia Civil en las localidades vallisoletanas de Medina del Campo, Medina de Rioseco y Tudela de Duero que fueron sofocados rápidamente.

### Guerra civil

Mapa general del desarrollo de la guerra civil entre 1936 y 1939. La provincia de Valladolid quedó desde el primer día en la Zona sublevada (bando sublevado)

La provincia quedó desde los primeros días en manos de los sublevados, desde donde se enviaron columnas contra Madrid -vía sierra de Guadarrama-. La provincia quedó rápidamente en el interior de la zona sublevada, por lo que no se combatió en el lugar evitando grandes pérdidas materiales y humanas. Algunas ciudades fueron bombardeadas como Valladolid por la aviación republicana en algunas ocasiones provocando un total de 412 afectados por los 20 bombardeos acontecidos en la provincia durante los años 1936, 1937 y 1938. Aun así el nivel de destrucción no fue tan elevado como el de otras provincias del país donde sí hubo fuertes combates.
Durante la guerra e incluso finalizada esta, la represión franquista fusiló en Valladolid en torno a 40 personas cada día. Allí, como en otras ciudades de la zona sublevada, los presos eran sacados por la noche en camiones para ser fusilados en las afueras de la ciudad sin siquiera el simulacro de un juicio. El general Mola enviaría un comunicado pidiendo que estas ejecuciones se hiciese en lugares más discretos y que se enterrase a los muertos, algo que hasta entonces no se hacía. Se podría calcular que murieron en torno a 7000 personas víctimas de esta represión. Uno de los lugares donde más se produjeron las ejecuciones fueron los Montes Torozos.

### Época franquista
Véase también Historia económica de España: El desarrollismo

Despliegue de tropas previsto por el Alto Mando Alemán en la península ibérica (Operación Félix) y posible respuesta esperada de las tropas aliadas.

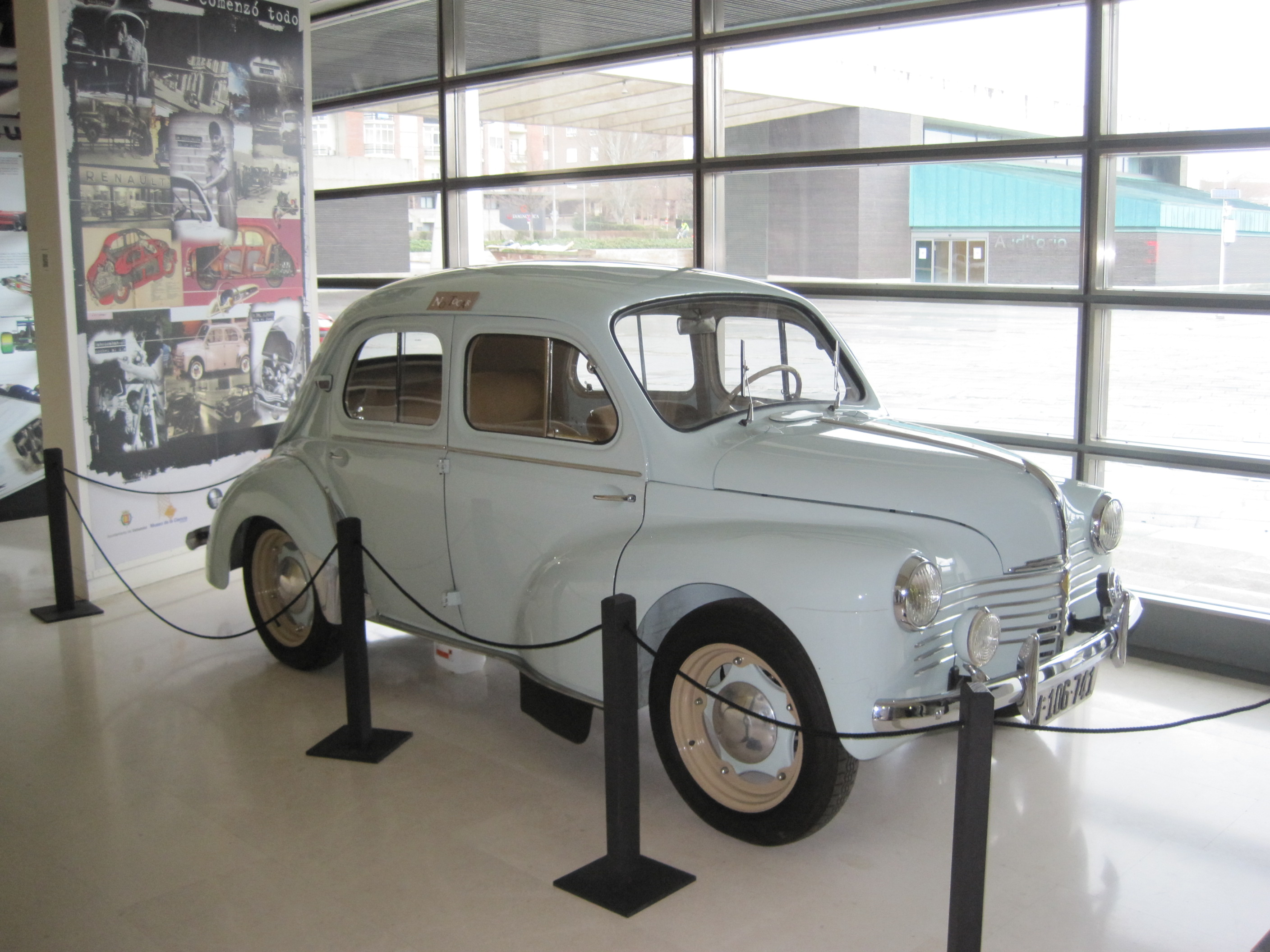
El primer ejemplar del Renault 4CV fabricado por FASA-Renault en la factoría de Valladolid. La fábrica abrió en 1951 y produjo un gran crecimiento industrial

El franquismo supuso en la provincia de Valladolid, como en el resto de España, la anulación de las libertades democráticas, la prohibición y persecución de los partidos políticos (salvo Falange Española Tradicionalista y de las JONS), la clausura de la prensa no adscrita a la dictadura y la eliminación de las entidades disidentes.
Durante la Segunda Guerra Mundial, aunque España se declaró no beligerante, hubo planes nazis para cruzar los pirineos. En la Operación Félix (un cuerpo expedicionario alemán para tomar Gibraltar) una de esas unidades, la 16.ª División motorizada sería concentrada en los alrededores de Valladolid. Para la Operación Gisela (un plan de invasión alemana si los aliados entraban en la península ibérica) una de las 7 divisiones de la Wehrmacht se dirigiría hacia Valladolid y Madrid. En el tema comercial, las empresas que se beneficiaron de esta nueva neutralidad española en la contienda fueron esta vez empresas que fabricaban tejidos para uniformes alemanes.
En 1941, unos 300 vallisoletanos se alistarán y lucharán en la División azul como parte de la Wehrmacht alemana contra el ejército rojo de la Unión Soviética en el Frente Oriental. En 1943 serán repatriados. El vallisoletano Antonio Tovar llegó a participar en varias negociaciones con Mussolini y Hitler. En cambio, 39 vallisoletanos acabaron en los campos de concentración nazis (la gran mayoría en el campo de Mauthausen) de los que solo sobrevivieron al conflicto 7.
En 1940 tiene lugar la peor catástrofe de este siglo en la provincia cuando explota el polvorín del Pinar de Antequera provocando más de 100 muertos. Los años 40 fueron una época de represión, pobreza y hambruna.
En los años 50 se produce el crecimiento industrial en la provincia. Primero se establecen industrias como ENDASA (aluminio) o NICAS (abonos) inauguradas en 1950 por el propio Franco. Pero especialmente es gracias a la creación de FASA-Renault en 1951 cuando se produce el crecimiento de Valladolid como polo industrial. La instalación de esta empresa atrae a otras del sector del automóvil como Michelin o Pegaso (ahora Iveco) y de otros sectores como Indal o ACOR.
En los años 60, el desarrollismo económico mejoró de forma notable, aunque desigual, el nivel de vida de la mayoría de la población. Esa etapa se conoce como el milagro económico español (1959-1973). La declaración de Valladolid como polo de desarrollo en 1964 confirmó el desarrollo industrial de Valladolid, que pasó de tener 119 499 habitantes en 1950 a 233 974 personas en 1970 (un crecimiento del 95'79 %) y que produjo un crecimiento urbanístico descontrolado. En comparación, la provincia "sólo" creció de 348 185 personas a 413 026 habitantes (un 18'62 %). Es decir, que el progresivo cambio en el modelo económico trajo como consecuencia la emigración del campo a la ciudad. Se produce la merma y desaparición de algunos pueblos en la provincia (como Villacreces). En cambio el régimen a través del Instituto Nacional de Colonización creó los pueblos de Foncastín (1945), San Bernardo (1956) y La Santa Espina (1957).
A partir de la década de 1970, la conflictividad social en Valladolid fue incrementándose debido a la cada vez mayor actividad de los movimientos estudiantiles y los trabajadores de la industria del automóvil, principalmente. Los trabajadores de FASA promovieron paros laborales con el apoyo de asociaciones obreras de la ciudad. En 1974 hubo un incendio en la fábrica de FASA (nunca aclarado del todo, que pudo ser un sabotaje) en el que fallecieron 10 personas. 1975 fue el año culminante de la conflictividad social, especialmente cuando Franco agonizaba. El 8 de febrero de 1975, de forma absolutamente insólita y sorprendente, el gobierno franquista decreta el cierre de la Universidad de Valladolid provocando una conmoción en la sociedad vallisoletana.
Francisco Franco visitó Valladolid en 1939, 1940, 1945, 1950, 1961 y 1969. Algunos vallisoletanos destacables durante el franquismo, aparte del ya citado Antonio Tovar, fueron Pedro Urraca Rendueles, quien fue en un espía que persiguió a los republicanos en el exilio en la Francia ocupada (siendo el responsable de la captura de Lluís Companys), y Vicente Gil García (Bolaños de Campos), quien fue el médico personal de Franco entre 1937 y 1974.

### Etapa democrática (1975-presente)

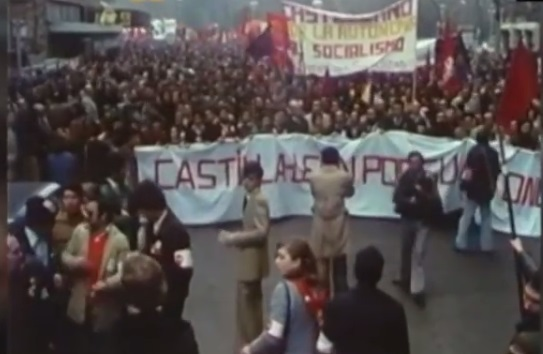
Manifestación de 1978 en Valladolid que demandaba un Estatuto de Autonomía para Castilla y León.

La transición; el problema autonómico (1975-82)
Durante la Transición hubo mucha violencia de grupos ultraderechistas en Valladolid por lo que se "apodó" despectivamente a la ciudad con el nombre de "Fachadolid", que aún perdura.
La provincia de Valladolid quedó adscrita a la nueva comunidad autónoma de Castilla y León junto con otras 8 provincias vecinas.
Cuando sucedió el fracasado golpe de Estado del 23 de febrero de 1981 el Teniente General Campano, que era el jefe de la VII Región Militar (Capitanía general de Valladolid) fue el último que se puso a las órdenes del rey. Estuvo dubitativo toda la tarde.
Valladolid, con 1500 afectados y 261 fallecidos, fue la segunda provincia española más afectada por la intoxicación masiva del aceite de colza sucedido en la primavera de 1981.
Final del siglo XX (1982-1999)
La banda terrorista ETA no cometió ningún atentado mortal en alguna localidad vallisoletana. No obstante, 6 vallisoletanos fueron asesinados en atentados realizados en otros lugares de España. ETA cometió atentados materiales en 1995 (una bomba en una gasolinera en Cubillas de Santa Marta) y en 2004 (atentado con bombas en varias ciudades; en el caso de Valladolid en un bar de la Plaza Mayor). Por otro lado, el grupo terrorista GRAPO asesinó con tres disparos al coronel de Infantería Manuel López Muñoz en Valladolid en 1990.
La sede de las Cortes de Castilla y León se instaló a partir de 1983 en el Castillo de Fuensaldaña hasta el 2007, cuando se trasladó a la nueva sede situada en las afueras de Valladolid.
La reconversión industrial iniciada en los años 80 acabó con algunas industrias en la provincia, como fue el caso de NICAS.
El 29 de octubre de 1984 sucedió el peor accidente de tráfico en la provincia cuando una colisión de varios coches, furgonetas y autocares en la N-620 (apodada carretera de la muerte) a la altura de Simancas produjo 13 muertos.
En 1985 se cierra al tráfico de mercancías la línea Valladolid - Ariza, la justificación por parte del gobierno es que la línea era muy deficitaria, si bien el estudio empleado para justificar esto contenía datos erróneos y falsos como un número elevado de trabajadores de mantenimiento en una línea que apenas lo tenía.
En 1988 ocurre el Accidente ferroviario de Valladolid de 1988 que se salda con 8 muertos.
En 1992 se abre el Parque Tecnológico de Boecillo.
En 1998 se inauguró Vallsur.
Siglo XXI (2000-presente)

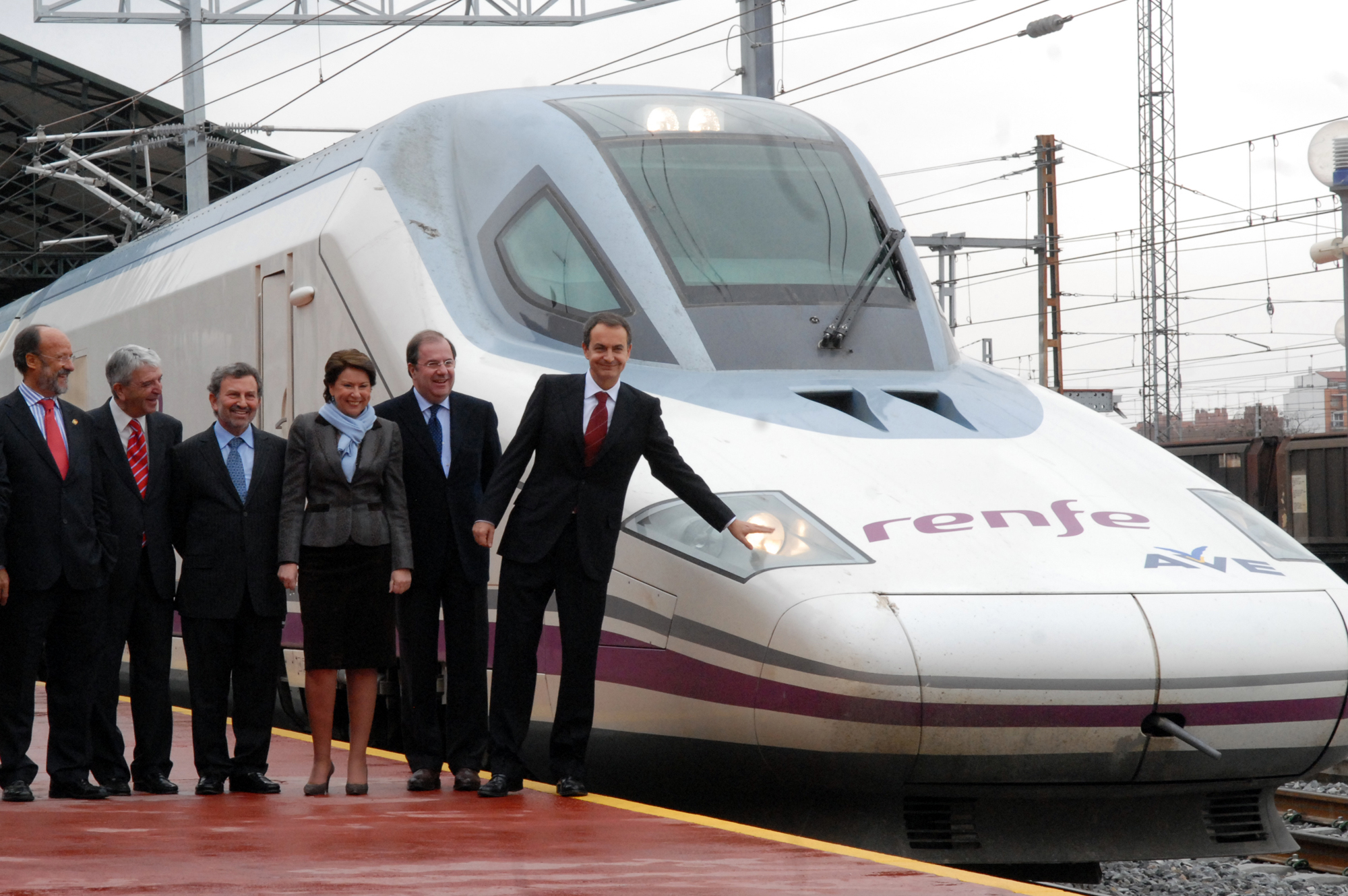
Inauguración de la línea AVE Madrid-Segovia-Valladolid en 2007.

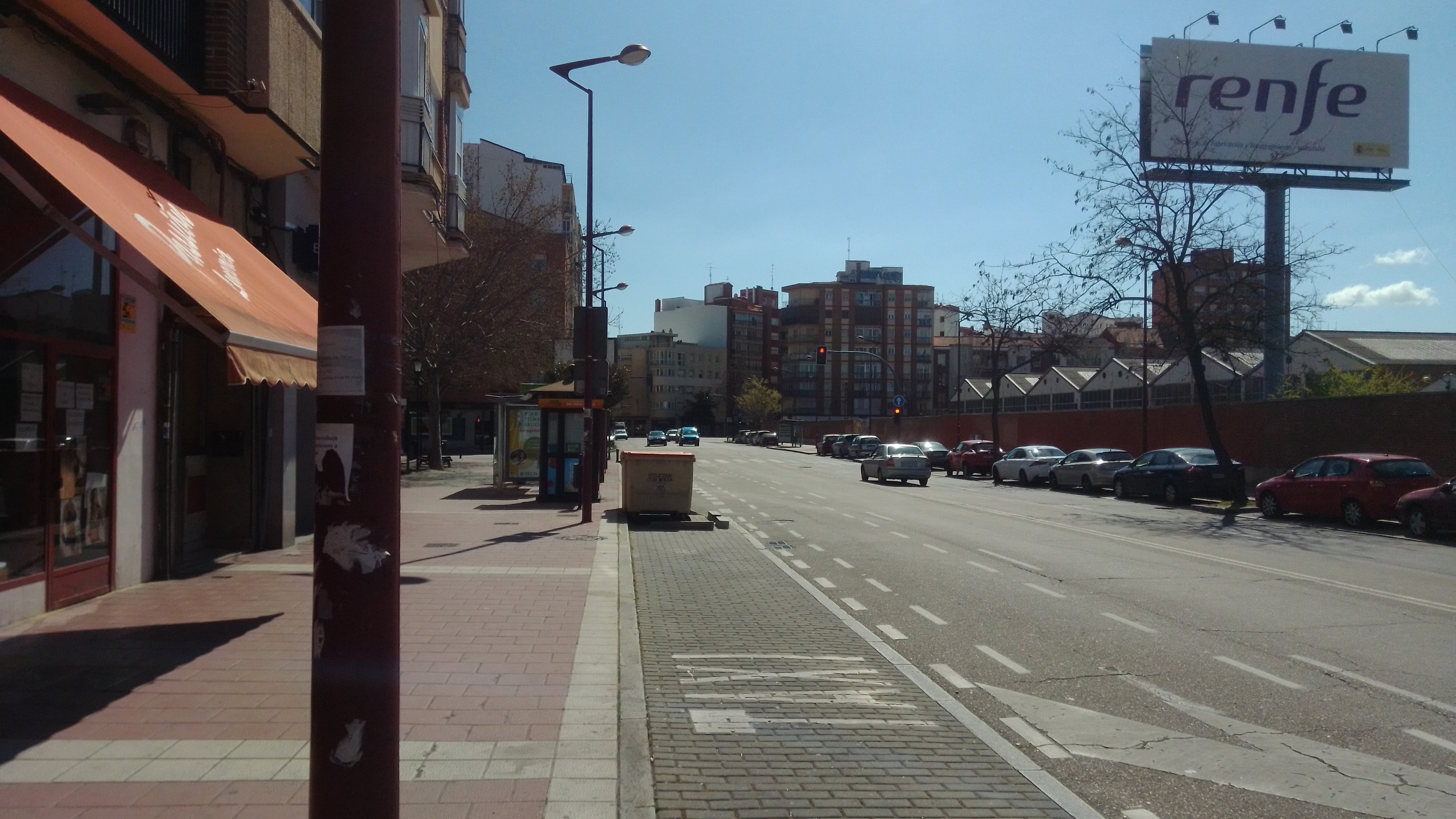
La avenida de Segovia desierta el 15 de marzo de 2020 debido a la Cuarentena de España de 2020 decretada por el gobierno para combatir la Pandemia de enfermedad por coronavirus de 2020 en España.

Crecimiento demográfico de ciudades del alfoz vallisoletano como Arroyo de la Encomienda, Boecillo, Cistérniga, Laguna de Duero, Santovenia de Pisuerga y Zaratán.
El 9 de mayo de 2006 se produjo la intervención judicial de Fórum Filatélico y Afinsa, que afectó a unos 10.000 vallisoletanos incluyendo al equipo de baloncesto Forum Filatelico Valladolid y al jugador Lalo García.
El 23 de diciembre de 2007 llegó la alta velocidad en tren a Valladolid cuando se puso en marcha la línea de Alta Velocidad Española que une Valladolid-Campo Grande con Madrid-Chamartín.
La provincia experimenta un gran desarrollo económico entre el periodo 1998-2007 debido a la Burbuja inmobiliaria en España y luego sufre la crisis económica de 2008, que duró hasta 2014.
En 2012 se inauguró el centro comercial Río Shopping, el más grande de Castilla y León.
Hay un cierto crecimiento económico hasta el año 2020, cuando la pandemia de coronavirus provocó la declaración del estado de alarma en toda España, dando lugar a un parón económico. Según el INE murieron 5.611 personas por la pandemia de COVID-19 en la provincia de Valladolid. Tras el levantamiento de las medidas de confinamiento se reactivó la actividad económica.